# Romainville
Pour les articles homonymes, voir Romainville (homonymie).
Romainville est une commune française située dans le département de la Seine-Saint-Denis, en région Île-de-France.
Ses habitants sont appelés les Romainvilloises et les Romainvillois.

## Géographie

### Localisation
La commune se situe à 3 km à l'est de Paris, à l'extrémité orientale de la colline de Belleville.

### Communes limitrophes
Romainville  est limitrophe des Lilas, de Montreuil, Bagnolet, Noisy-le-Sec, Pantin et Bobigny.
| Pantin    | Bobigny     | Noisy-le-Sec |
| Les Lilas | Romainville | Noisy-le-Sec |
| Bagnolet  | Montreuil   | Montreuil    |

### Climat
Pour des articles plus généraux, voir Climat de l'Île-de-France et Climat de la Seine-Saint-Denis.
En 2010, le climat de la commune est de type climat océanique dégradé des plaines du Centre et du Nord, selon une étude du CNRS s'appuyant sur une série de données couvrant la période 1971-2000. En 2020, Météo-France publie une typologie des climats de la France métropolitaine dans laquelle la commune est exposée à un climat océanique altéré et est dans la région climatique Sud-ouest du bassin Parisien, caractérisée par une faible pluviométrie, notamment au printemps (120 à 150 mm) et un hiver froid (3,5 °C).
Pour la période 1971-2000, la température annuelle moyenne est de 11,9 °C, avec une amplitude thermique annuelle de 15,4 °C. Le cumul annuel moyen de précipitations est de 653 mm, avec 10,6 jours de précipitations en janvier et 7,8 jours en juillet. Pour la période 1991-2020, la température moyenne annuelle observée sur la station météorologique la plus proche, située à Paris à 7 km à vol d'oiseau, est de 13,3 °C et le cumul annuel moyen de précipitations est de 667,4 mm,. Pour l'avenir, les paramètres climatiques de la commune estimés pour 2050 selon différents scénarios d'émission de gaz à effet de serre sont consultables sur un site dédié publié par Météo-France en novembre 2022.

## Urbanisme

### Typologie
Au 1er janvier 2024, Romainville est catégorisée grand centre urbain, selon la nouvelle grille communale de densité à sept niveaux définie par l'Insee en 2022.
Elle appartient à l'unité urbaine de Paris, une agglomération inter-départementale regroupant 407  communes, dont elle est une commune de la banlieue,,. Par ailleurs la commune fait partie de l'aire d'attraction de Paris, dont elle est une commune du pôle principal,. Cette aire regroupe 1 929 communes,.

### Habitat et logement
En 2018, le nombre total de logements dans la commune était de 12 387, alors qu'il était de 10 922 en 2013 et de 10 736 en 2008.
Parmi ces logements, 92,2 % étaient des résidences principales, 0,7 % des résidences secondaires et 7,2 % des logements vacants. Ces logements étaient pour 20,3 % d'entre eux des maisons individuelles et pour 78,4 % des appartements.
Le tableau ci-dessous présente la typologie des logements à Romainville en 2018 en comparaison avec celle de la Seine-Saint-Denis et de la France entière. Une caractéristique marquante du parc de logements est ainsi une proportion de résidences secondaires et logements occasionnels (0,7 %) inférieure à celle du département (1,1 %) et à celle de la France entière (9,7 %). Concernant le statut d'occupation de ces logements, 36,1 % des habitants de la commune sont propriétaires de leur logement (38,9 % en 2013), contre 38,8 % pour la Seine-Saint-Denis et 57,5 % pour la France entière.
| Typologie                                               | Romainville | Seine-Saint-Denis | France entière |
| ------------------------------------------------------- | ----------- | ----------------- | -------------- |
| Résidences principales (en %)                           | 92,2        | 93                | 82,1           |
| Résidences secondaires et logements occasionnels (en %) | 0,7         | 1,1               | 9,7            |
| Logements vacants (en %)                                | 7,2         | 5,9               | 8,2            |

### Voies de communication et transports

#### Voies routières
La commune est desservie par l'échangeur  02 de l'autoroute A3.

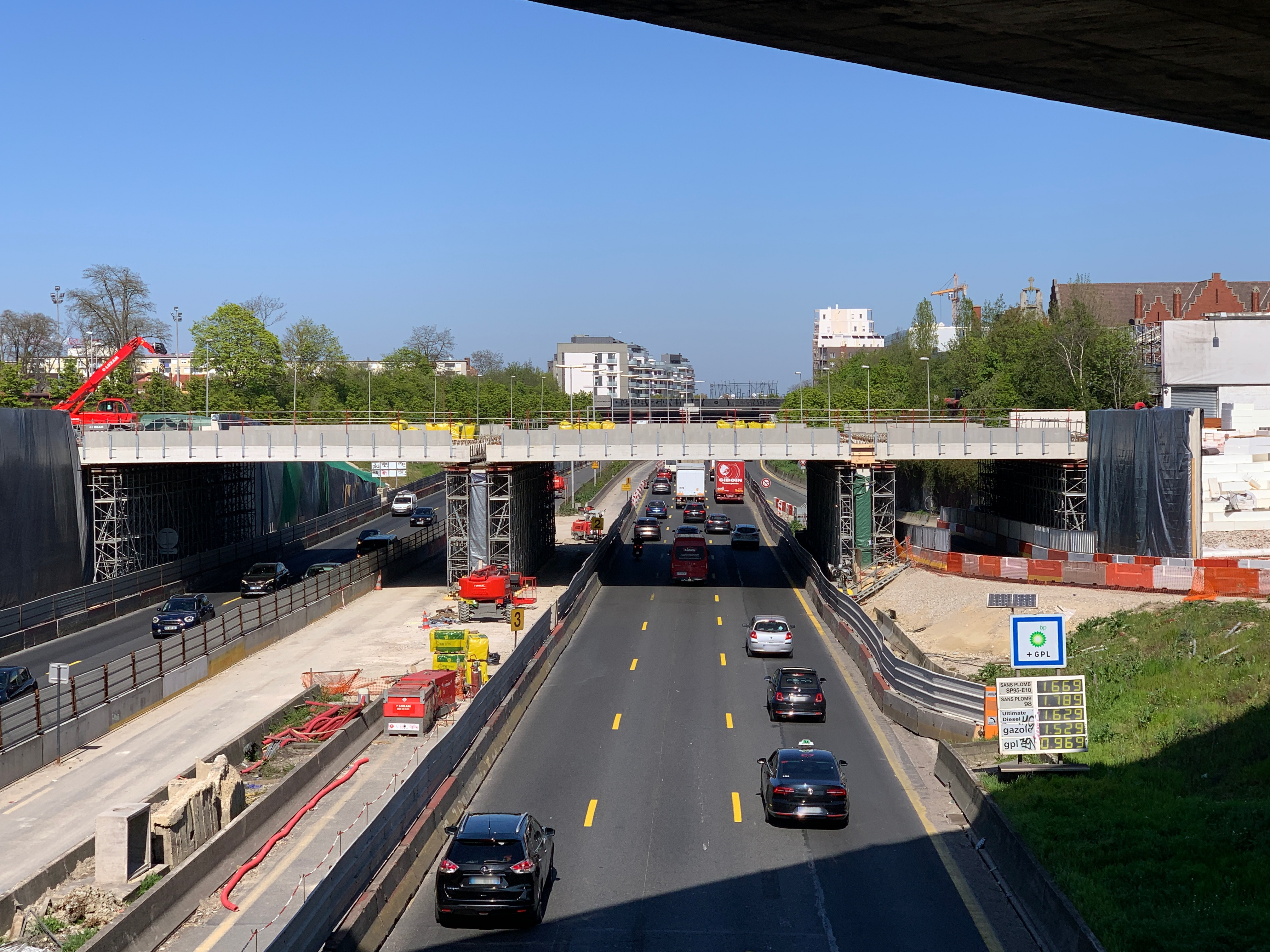
L'autoroute A3 en travaux en 2021.

#### Transports en commun

##### Métro

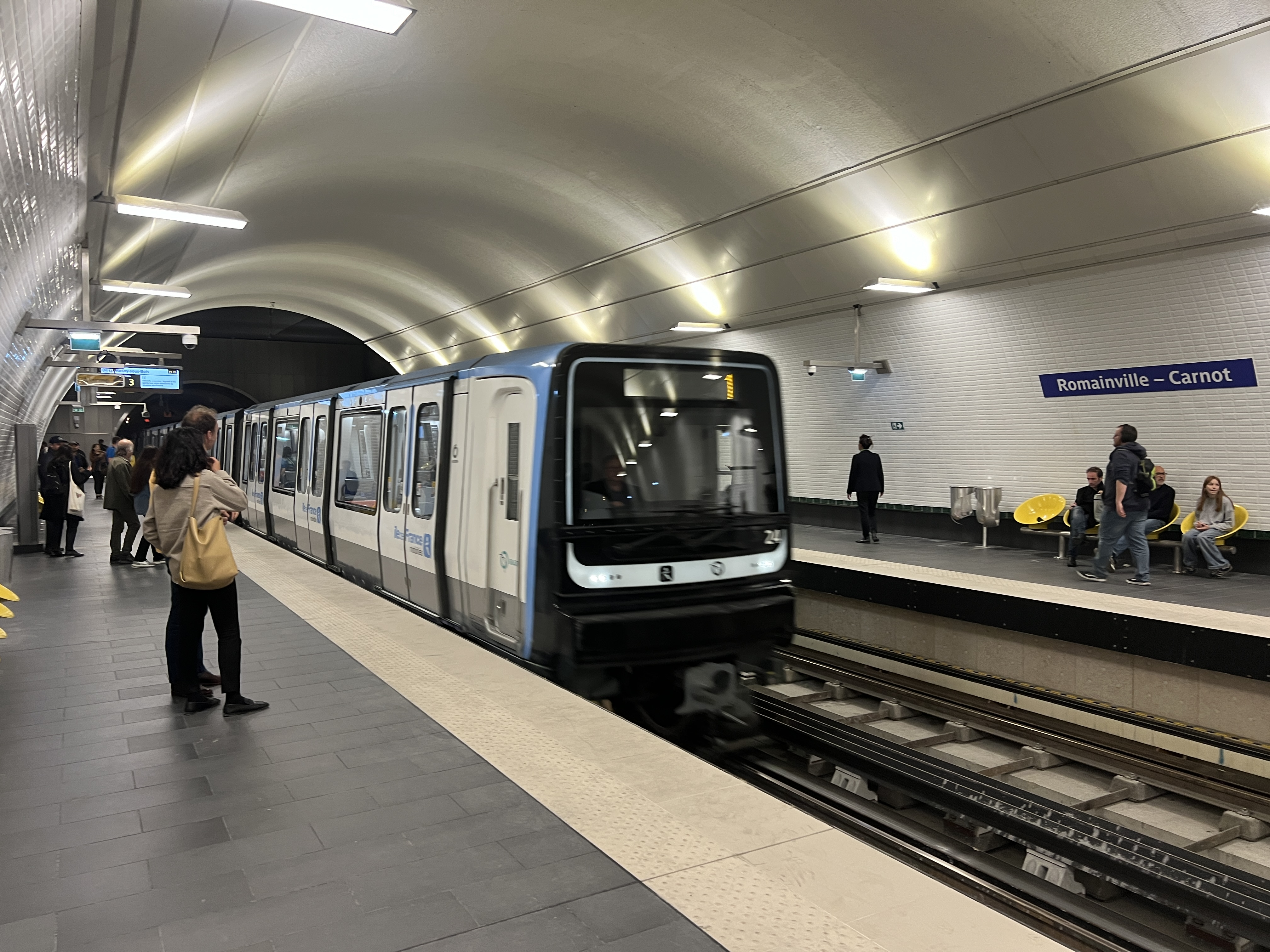
Les quais de la station Romainville - Carnot.

Romainville est desservie par les lignes 5 et 11 du métro :
- la ligne 5 à la station Bobigny - Pantin - Raymond Queneau est en effet à proximité immédiate des limites communales et permet la desserte du quartier Bas-Pays, au nord de la commune ;
- la ligne 11 dessert le centre-ville à la station Romainville - Carnot, tandis que les stations voisines Serge Gainsbourg et Montreuil - Hôpital sont situées à proximité immédiate des limites communales, respectivement à l'ouest et à l'est.

###### Projet d'une nouvelle sortie du métro sur le territoire de Romainville
La RATP étudie une nouvelle sortie de la station Raymond Queneau de la ligne 5 sur l'avenue Gaston-Roussel dans le cadre du réaménagement du quartier Raymond Queneau.

##### Bus
La commune de Romainville est desservie par dix lignes du réseau de bus RATP : 48, 76, 105, 129, 145, 147, 245, 301, 318 et 322, quadrillant ainsi les différents quartiers et zones industrielles de la commune.

##### Projet de tramway

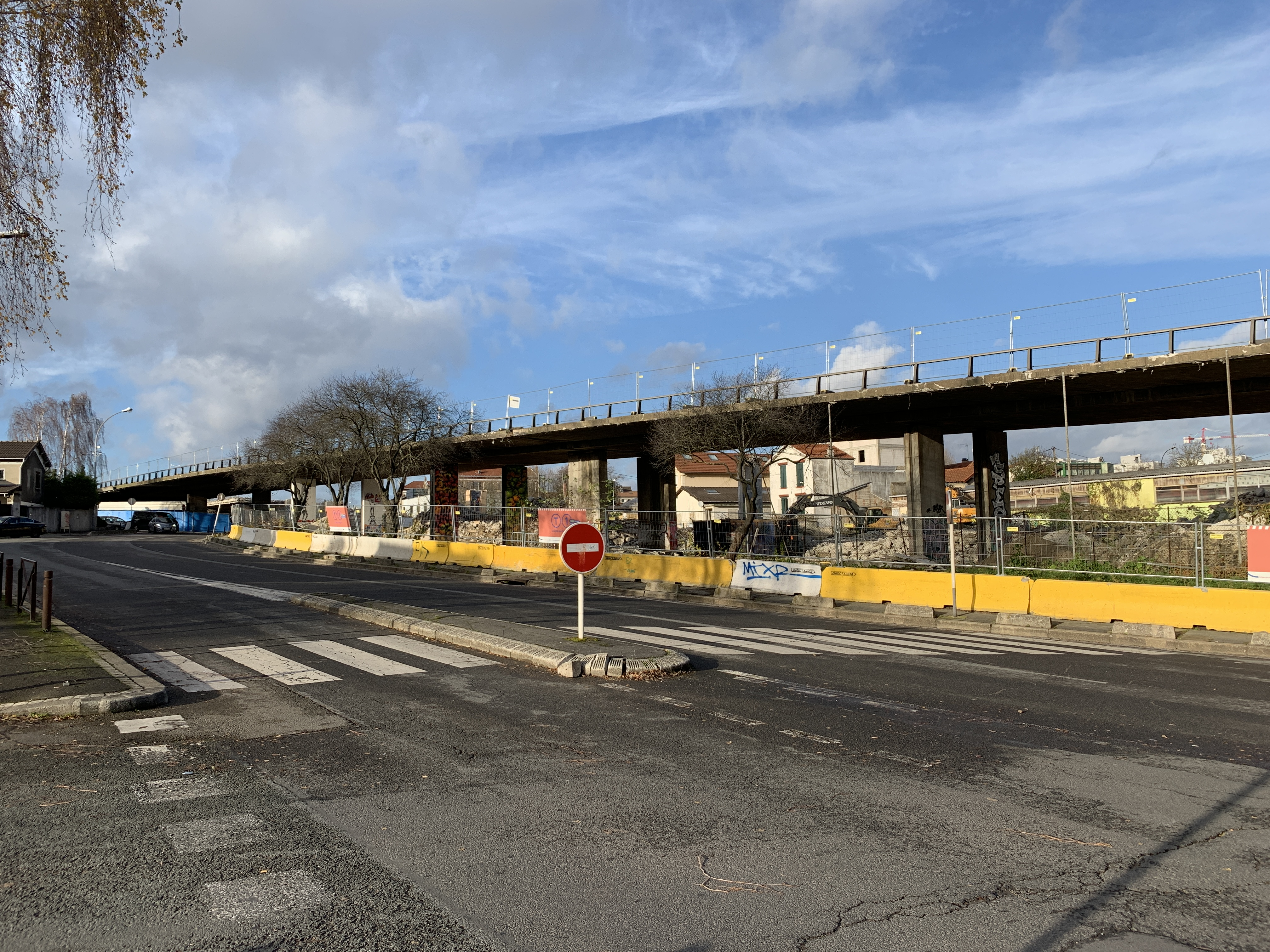
Chantier de préparation de l'extension de la ligne 1 du tramway d'Île-de-France le long de la rue Albert Thomas, Romainville en 2019. Le pont était celui de l'autoroute A186 fermée à la circulation en 2019 pour accueillir la ligne 1 du tramway.

Par ailleurs, la ligne 1 du tramway devait desservir Romainville à l'horizon 2025. Le prolongement est en effet acté et prévoit la desserte des communes de Bobigny, Noisy-le-Sec, Romainville, Montreuil, Rosny-sous-Bois et Fontenay-sous-Bois. Le tramway T1 de Bobigny à Val de Fontenay constituera le transport en commun en rocade le plus long autour de Paris (près de 25 km). Un double terminus sera réalisé à la station Bobigny - Pablo Picasso. Il permettra d'assurer un fonctionnement en deux arcs jusqu'à Asnières - Quatre-Routes d’une part et Val de Fontenay d’autre part.
Trois stations seront situées sur le territoire de Romainville : 
- la station Romainville - Carnot, située au sud de la place entièrement requalifiée avec pour objectif d’accorder une priorité aux piétons. Un pôle intermodal verra le jour, renforcé par l’arrivée de la ligne 11 du métro ;
- la station Collège Courbet sera installée devant le collège, à 500 mètres du lieu de l’interconnexion avec la ligne 11 du métro et à 400 mètres de la station « Libre Pensée » ;
- la station Libre-Pensée se situera après le franchissement de l'autoroute A3 avec la création d'un nouveau pont pour ne pas générer de problèmes de circulation.

Cette nouvelle infrastructure permet à l'intercommunalité Est ensemble et des villes adjacentes (Montreuil, Noisy-le-Sec et Romainville) de repenser l'aménagement des abords du Tramway.

## Toponymie

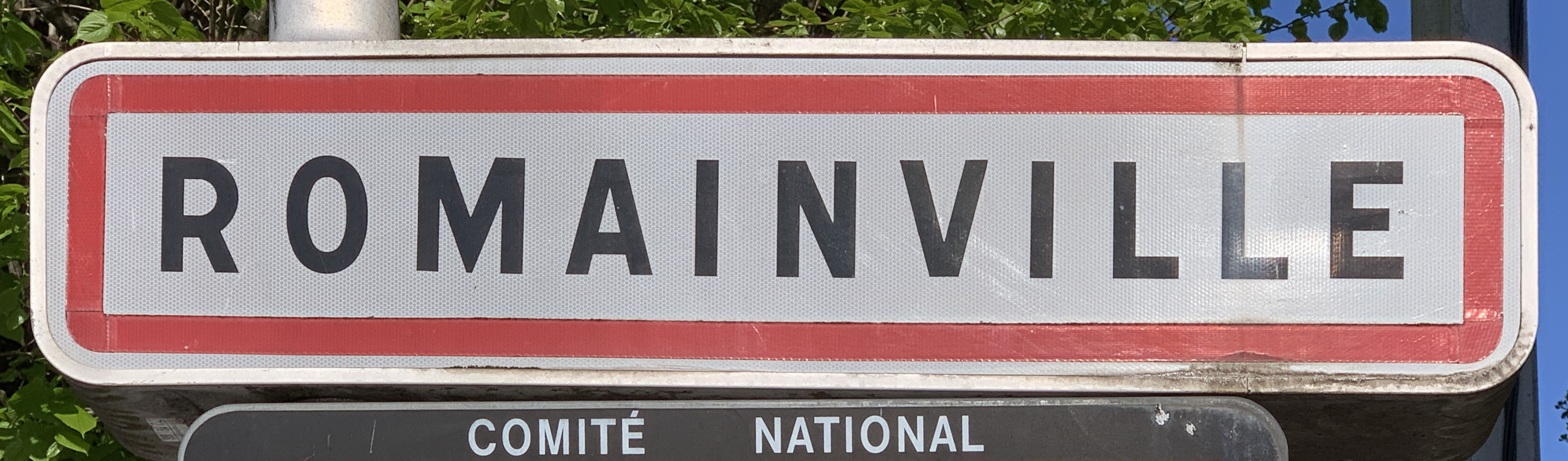
Panneau d'entrée depuis Les Lilas.

Le nom de la localité est attesté sous la forme latinisée Romanavilla au XIIIe siècle.
Il s'agit d'une formation toponymique médiévale en -ville au sens ancien de « domaine rural » (cf. villa), précédé du nom de personne Romain (cf. saint Romain , nom de plusieurs évêques et saints du Moyen Âge, dont Romain, évêque de Meaux au VIIIe siècle), d'où le sens global de « domaine de Romain ».

## Histoire

### Préhistoire
Le site est occupé depuis le Néolithique. En témoigne la découverte du squelette d'un homme de cette époque dans la carrière des Molibous en 1845. Des vestiges gallo-romains sont aussi présents[réf. nécessaire].

### Moyen Âge
L'existence de Romainville est attestée au VIIe siècle grâce au testament d'Ermenthrude, propriétaire du lieu à cette époque. Cette source témoigne aussi de la richesse du domaine.
Les vignes de Romainville que le commandeur du prieuré hospitalier de Saint-Jean de Latran faisait cultiver rapportaient comme à Fontenay, en 1190, 12 deniers et, en 1418, 10 livres et 8 sols.
En 1326, les habitants obtiennent la suppression des « garennes royales », qui dégradaient leurs cultures. En 1351, il est fait mention d'une léproserie.
Pendant la guerre de Cent Ans, Henri VI d'Angleterre confisqua certaines terres pour les donner à quelques-uns de ses fidèles.

### Temps modernes
En 1630, le seigneur Nicolas de Quélen fait construire le château (détruit en 2017), qui devient en 1723 la propriété de la famille de Ségur.

### Époque contemporaine
Le 29 mars 1814, les troupes alliées s'emparèrent des hauteurs de Romainville qui, après des combats acharnés, reste au pouvoir des troupes françaises, de Marmont jusqu'au moment où les Alliés déploient des forces si imposantes que les Français sont contraints d'abandonner le village. Le 30 mars de la même année, après la capitulation de Paris, les Russes y établissent leur quartier général.
Le  fort de Romainville (actuellement dans la commune des Lilas, mais qui n'existait pas encore lors de la construction du fort) et le  fort de Noisy (qui se trouve sur le territoire de Romainville) ont été construits sur les instructions de Thiers afin de participer à une ligne de défense avancée de Paris.

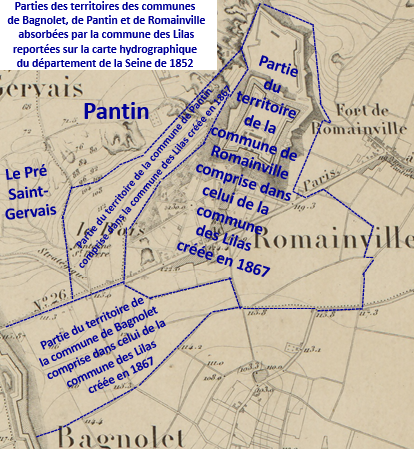
Territoire des Lilas pris sur les communes voisines en 1867, notamment Romainville.

En 1867 est créée la commune des Lilas, par démembrement  des communes de Romainville, Pantin et Bagnolet.
La nouvelle commune absorbe la partie du territoire de Romainville qui s'étendait à l'est jusqu’à la voie de la Déportation, les rues Henri Barbusse, Jean Moulin (anciennes limites avec la commune de Pantin), au sud jusqu’aux rues Romain Rolland, du Maréchal juin et Floréal entre la rue Sadi-Carnot et le croisement avec les rues Jeanne Hornet et Saint-Germain (ancienne limite avec la commune de Bagnolet), soit le tiers de la surface communale (77 hectares peuplé de 2 000 habitants), comprenant le fort de Romainville qui a conservé son nom, l'actuel parc municipal des Sports au nord et le lotissement en étoile autour de la place du Général-de-Gaulle de l'ancien bois des Bouleaux comprenant à cette date environ 300 habitations construites à partir des années 1840.
Trois années après, lors de la guerre franco-prussienne de 1870, la ville est occupée par les Prussiens.
La commune est desservie dès 1896 par les tramways de la Compagnie du tramway de Paris à Romainville qui aboutissent place de la République. La compagnie est absorbée en 1900 par la Compagnie des tramways de l'Est parisien, elle-même intégrée en 1921 dans la STCRP, ancêtre de la RATP. Le dernier tramway à desservir Romainville, le 95A (place de la République — gare de Gargan), cesse de fonctionner le 17 décembre 1934.
En 1890, un auteur indique : « Au point de vue des cultures, la commune de Romainville est en décroissance. Malgré son voisinage de Paris, on peut dire que rien ne progresse à Romainville.
Les jardins comprennent environ 10 à 12 hectares plantés à peu près comme ceux de Montreuil. Pourtant, les cultures diverses (vignes, légumes variés, etc.) y sont plus abondantes; celle des groseilliers à maquereaux par exemple, et il en est de même des pruniers de plein vent qui, sur divers points, forment des sortes d'oasis ou de petites forêts fruitières qui donnent à certaines localités un caractère tout particulier. Quant aux arbres d'espalier, ce sont les mêmes espèces que l'on rencontre dans les communes environnantes : Pêchers, cerisiers, pommiers Calville blanc et Api, ainsi que certaines sortes reconnues avantageuses pour l'exploitation.
Les principaux cultivateurs de Romainville sont au nombre d’une trentaine environ, dont les principaux sont : MM. Dargent Louis-Alexandre, Dargent Pierre-Germain, Eve Hubert, Trotin Henry, Eve Louis, Chaussez, Lecouteux, Volant, Vassout, , etc.. »

Romainville au tout début du XXe siècle
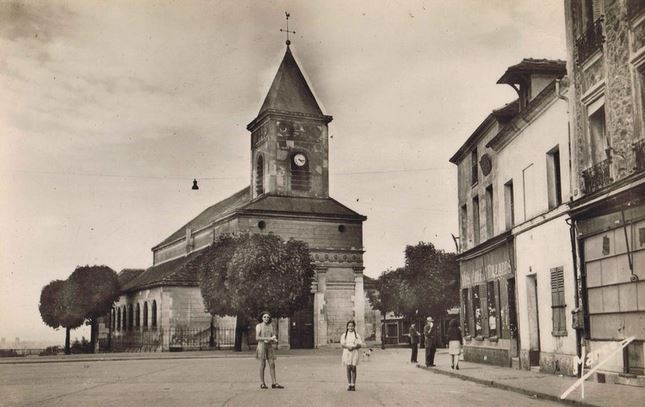
L'église.
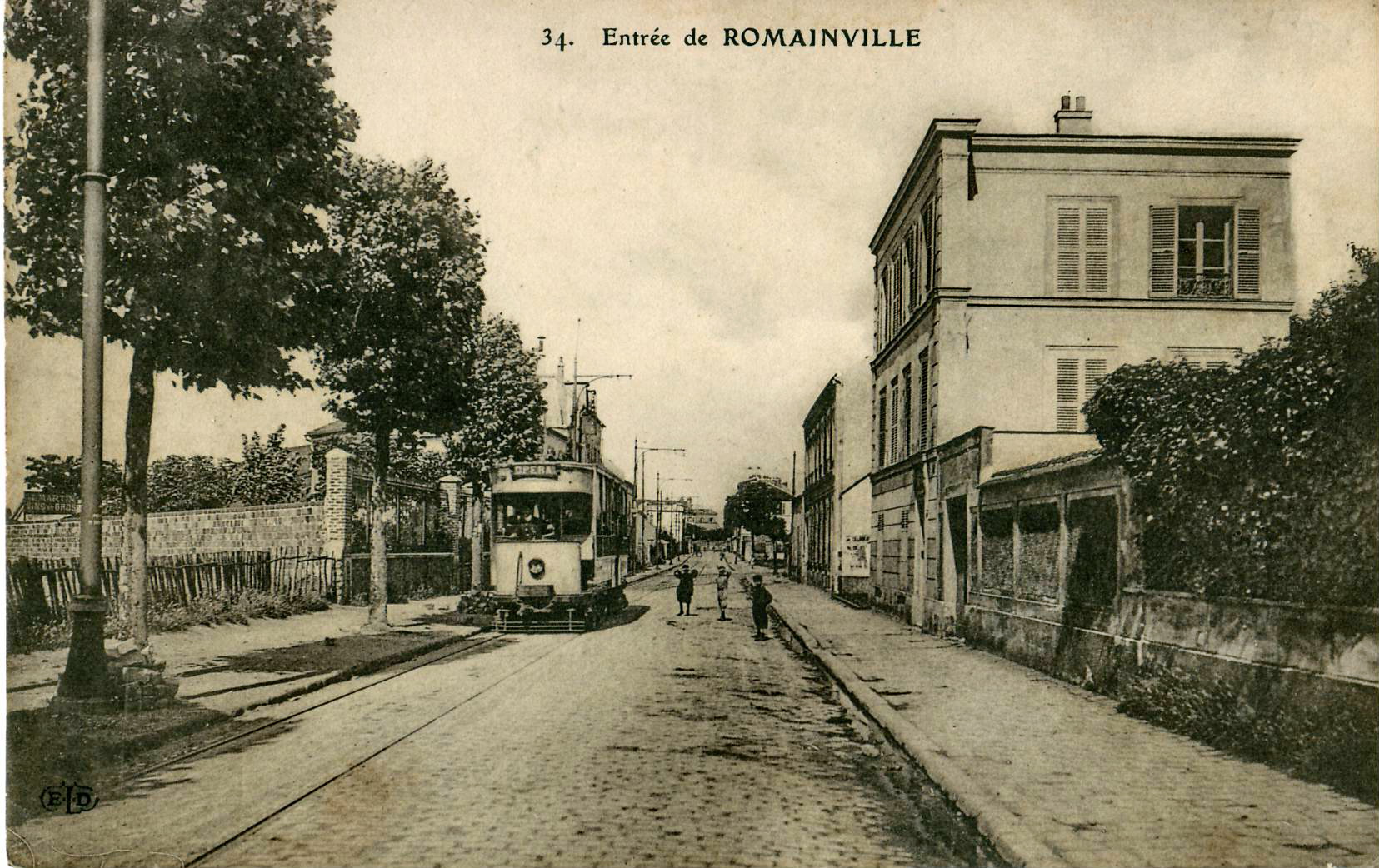
Entrée de Romainville et tramway pour Opéra.
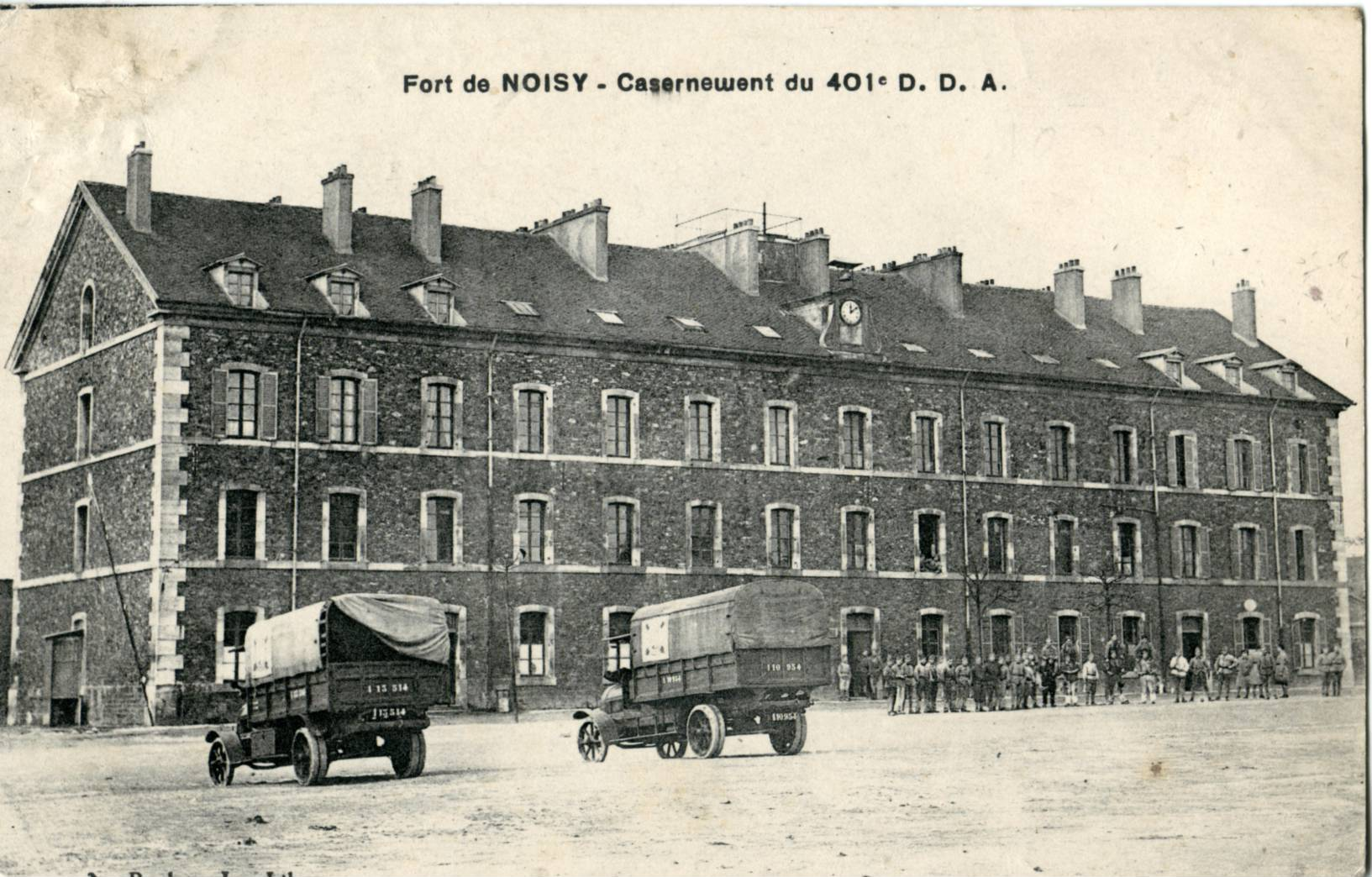
Casernement du 401e DDA au fort de Noisy.
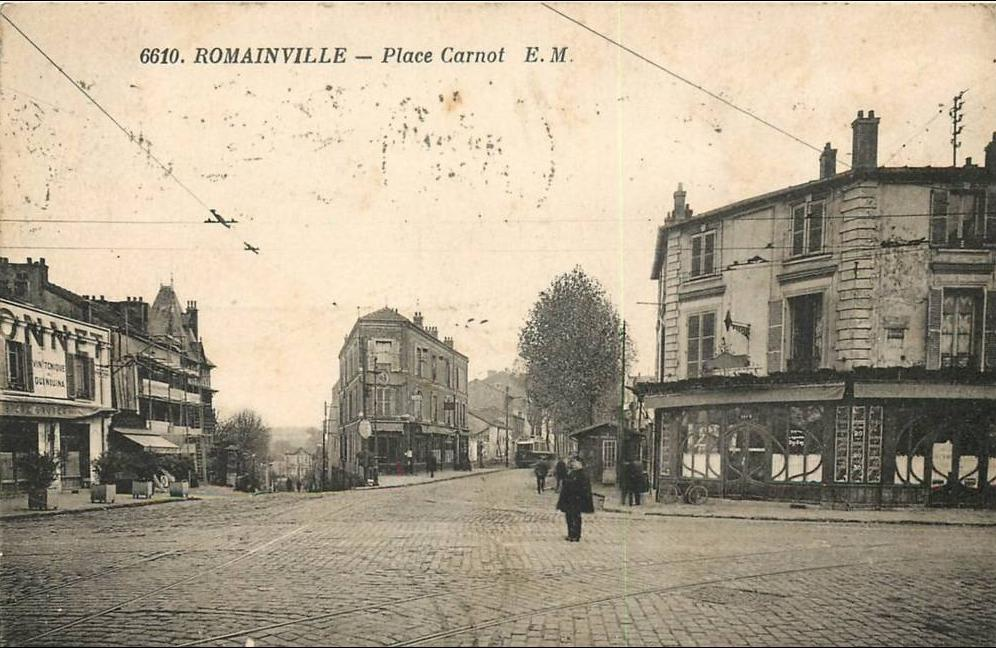
La place Carnot.
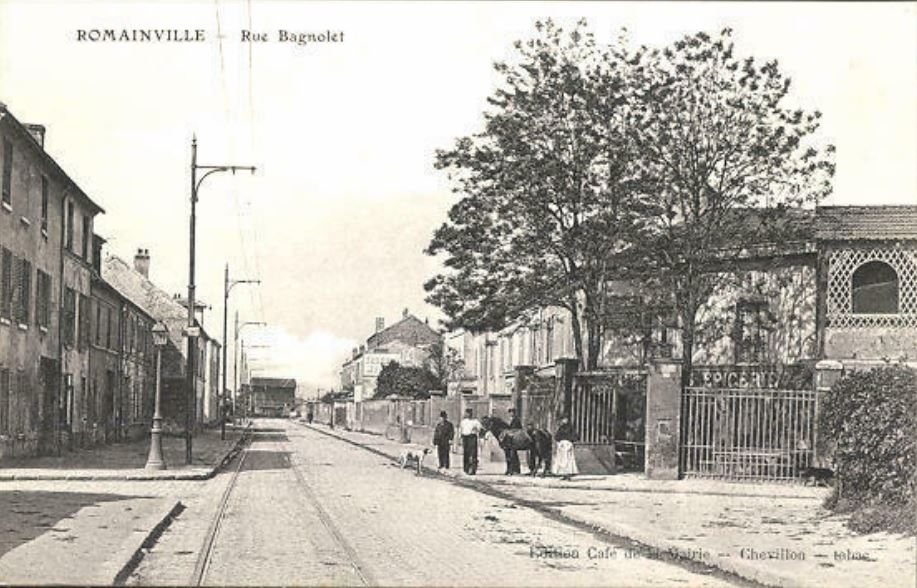
La rue de Bagnolet, aujourd'hui la rue de la République.
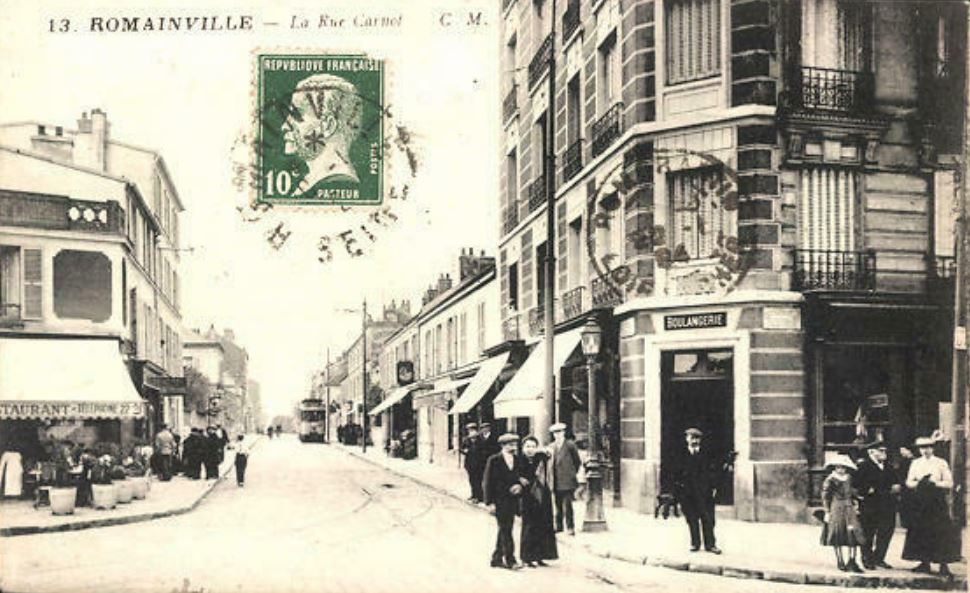
Rue Carnot.
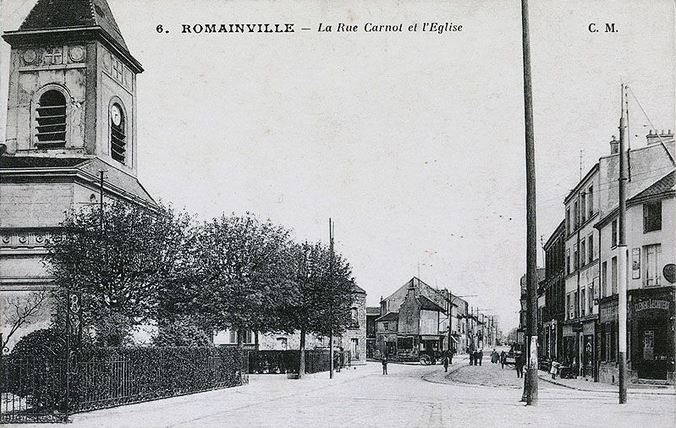
La rue Carnot et l'église.
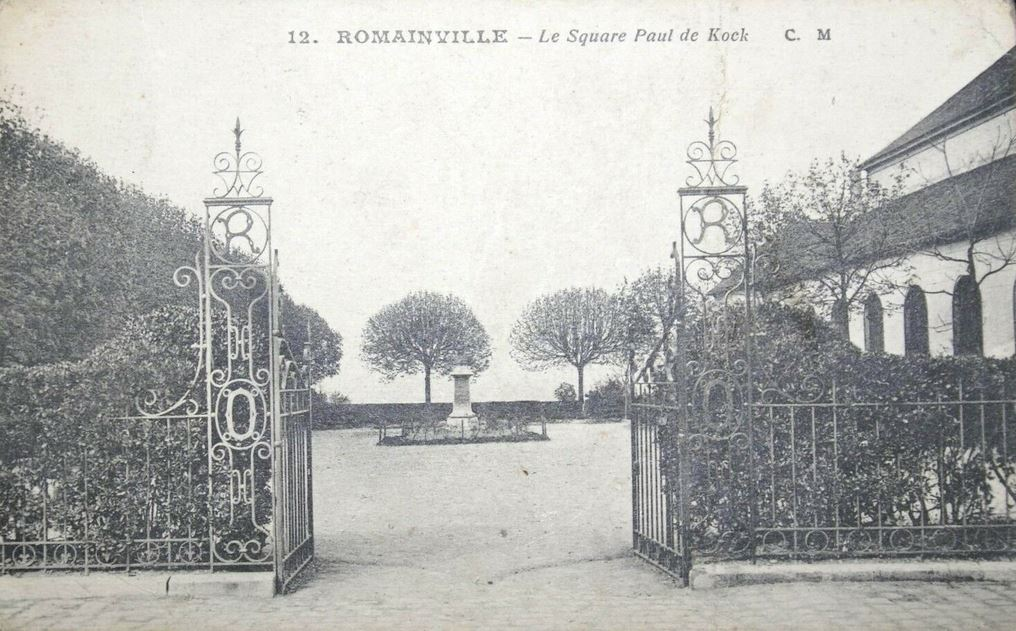
Square Paul-de-Kock.
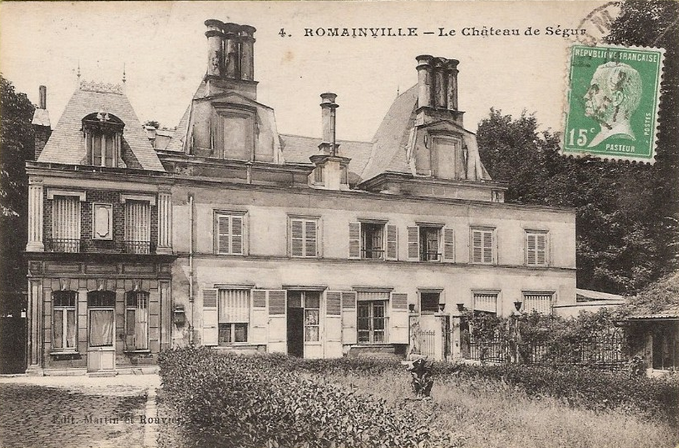
Château de Ségur (dit « de Romainville »).

Au XXe siècle, la commune s'industrialise, avec le développement de la pharmacie dans le quartier des bas pays. En effet, la Compagnie générale des omnibus avait installé d'importantes écuries aux Limites de Pantin, toutes proches, et le Docteur Gaston Roussel (1877-1947) utilisait dès 1909 le sérum de ces chevaux pour fabriquer un fortifiant contre l'anémie, l'Hémostyl. Ce site de production et l'usine UCLAF I de 7 hectares et près de 2 000 employés en 1928 sont le berceau de l'entreprise Roussel-UCLAF, reprise par Sanofi, en 2004 avec le rachat d'Aventis.
Durant l'Occupation, le fort de Romainville sert de camp d'internement nazi. 3 900 femmes, à l'instar de Nelly Huri, et 3 100 hommes y sont internés avant d’être déportés. En avril et juin 1944, des bombardements ont lieu sur le territoire.
Durant la guerre d'Algérie, le fort de Noisy (situé à Romainville) sert de casernement à la force de police auxiliaire créée spécialement pour la répression, en-dehors du cadre légal si nécessaire, des activités du Front de libération nationale en France
En 1953, le cinéma Le Trianon est construit par l'architecte Charles Genêtre sur l'emplacement d'un premier café/cinéma le Trianon, détruit pendant la guerre. Ce cinéma n'a quasiment pas changé depuis l'époque de sa construction. L'émission La Dernière Séance y a été souvent enregistrée. Il sert aujourd'hui de studio d'enregistrement pour des émissions télévisées. Il appartient depuis 1984 aux communes de Romainville et Noisy-le-Sec qui se sont associées pour le maintenir comme lieu vivant du septième art. Protégé comme cinéma représentatif des années 1950, il a été classé en juillet 1997 à l'inventaire des Monuments Historiques.

## Politique et administration

### Rattachements administratifs et électoraux

#### Rattachements administratifs
Jusqu’à la loi du 10 juillet 1964, la commune faisait partie du département de la Seine. Le redécoupage des anciens départements de la Seine et de Seine-et-Oise fait que la commune appartient désormais à la Seine-Saint-Denis après un transfert administratif effectif le 1er janvier 1968.
Elle faisait partie de 1793 à 1893 du canton de Pantin, année où elle intègre le canton de Noisy-le-Sec de la Seine. Lors de la mise en place de la Seine-Saint-Denis, elle devient en 1967 le chef-lieu du canton de Romainville. Dans le cadre du redécoupage cantonal de 2014 en France, cette circonscription administrative territoriale a disparu, et le canton n'est plus qu'une circonscription électorale.

#### Rattachements électoraux
Pour les élections départementales, la commune fait partie depuis 2014 du canton de Bagnolet
Pour l'élection des députés, elle fait partie de la neuvième circonscription de la Seine-Saint-Denis.

### Intercommunalité
La commune était membre de la communauté d'agglomération Est Ensemble, créée le 1er janvier 2010. Elle regroupait les villes de Bagnolet, Bobigny, Bondy, Les Lilas, Le Pré Saint-Gervais, Montreuil, Noisy-le-Sec, Pantin et Romainville.
Dans le cadre de la mise en œuvre de la volonté gouvernementale de favoriser le développement du centre de l'agglomération parisienne comme pôle mondial est créée, le 1er janvier 2016, la métropole du Grand Paris (MGP), à laquelle la commune a été intégrée.
La loi portant nouvelle organisation territoriale de la République du 7 août 2015 (loi NOTRe) prévoit également la création le 1er janvier 2016 d'établissements publics territoriaux (EPT), qui regroupent l'ensemble des communes de la métropole à l'exception de Paris, et assurent des fonctions de proximité en matière de politique de la ville, d'équipements culturels, socioculturels, socio-éducatifs et sportifs, d'eau et assainissement, de gestion des déchets ménagers et d'action sociale, et exerçant également les compétences que les communes avaient transférées aux intercommunalités supprimées
La commune fait donc partie depuis le 1er janvier 2016 de l'établissement public territorial Est Ensemble, créé par un décret du 11 décembre 2016 et qui regroupe l'ensemble des communes qui faisaient partie de l'ancienne communauté d'agglomération..

### Tendances politiques et résultats
Lors du second tour des élections municipales de 2014 dans la Seine-Saint-Denis, la liste  PS-EELV menée par la maire sortante Corinne Valls obtient la majorité des suffrages exprimés, avec 3 045 voix (49,00 %, 27 conseillers municipaux élus dont	6 communautaires), devançant largement les listes menées respectivement par : 

- Sofia Dauvergne (FG, 1 885 voix, 30,33 %, 5 conseillers municipaux élus dont 1 communautaire) ;

- Florian Favier Wagenaar 	(UMP-UDI, 1 284 voix, 20,66 %, 3 conseillers municipaux élus dont 1 communautaire).

Lors de ce scrutin, 52,71 %  des électeurs se sont abstenus.
Au second tour des élections municipales de 2020 dans la Seine-Saint-Denis,, la liste DVG menée par François Dechy — qui bénéficiait de la fusion de la liste du premier tour  ÉCO - EÉLV - PCF - LFI - G·s - RDG - ND - NPA menée par Vincent Pruvost — obtient la majorité absolue des suffrages exprimés, avec 2 902 voix (53,26 %, 27 conseillers municipaux élus dont	1 métropolitain), devançant celle PS - LREM - PRG - GÉ - UDE menée par Philippe Guglielmi — soutenue par la maire sortante qui ne se représentait pas — qui a obtenu 2 546 voix (46,73 %, 8 conseillers municipaux élus).
Lors de ce scrutin marqué par la pandémie de Covid-19 en France, 63,45 % des électeurs se sont abstenus.

### Liste des maires

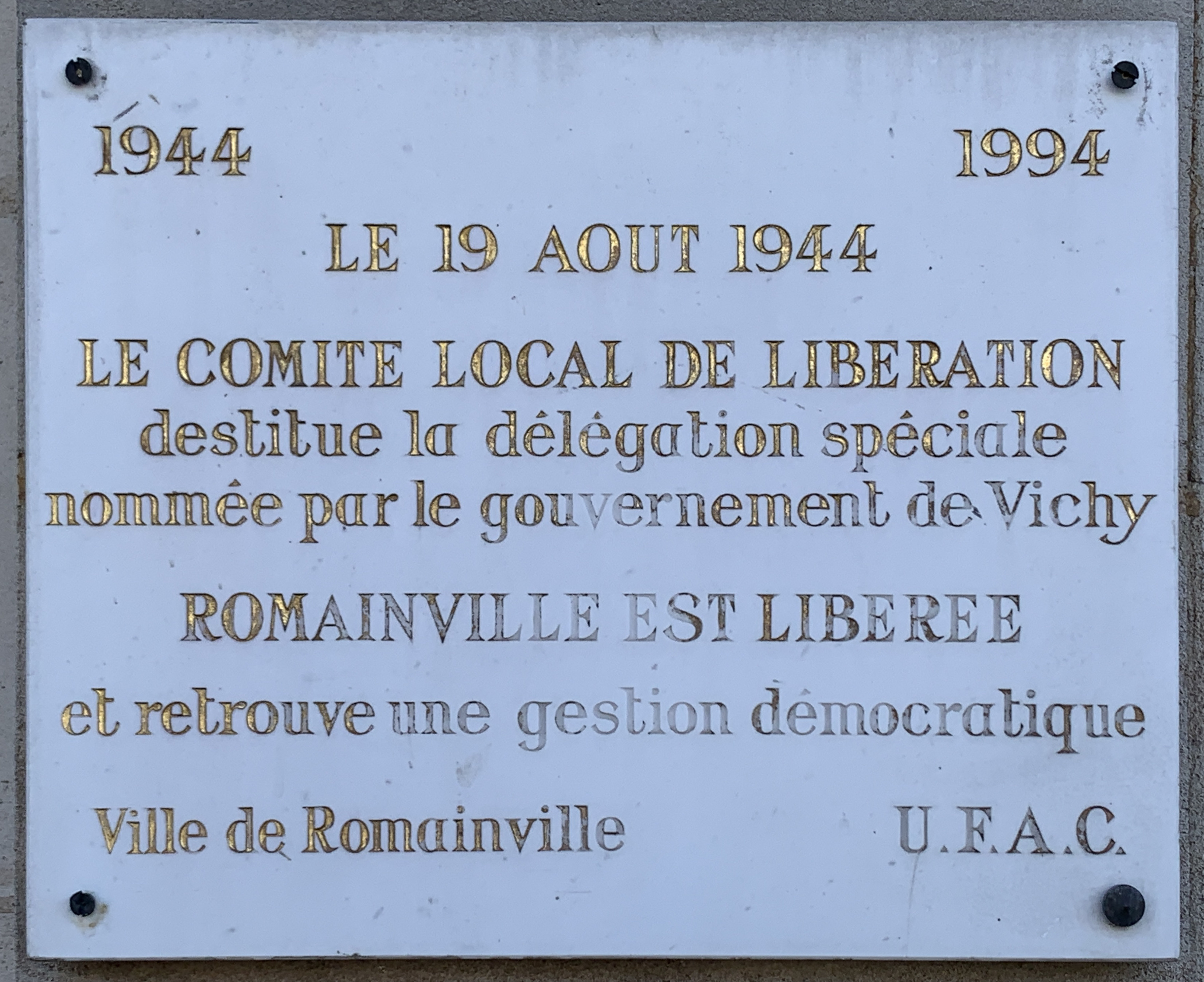
Plaque sur l'Hôtel de Ville rappelant la destitution en 1944 de la délégation spéciale nommée par le Gouvernement de Vichy.

| Période        | Période                   | Identité                                | Étiquette                                 | Qualité |
| -------------- | ------------------------- | --------------------------------------- | ----------------------------------------- | --- |
| 1790           |                           | Jean-Pierre André Houel de La Chasserie |                                           | |
| 1791           |                           | Simon Trotin                            |                                           | |
| 1792           |                           | Claude François Léon                    |                                           | |
| 1800           |                           | Louis Henri Lecouteux                   |                                           | |
| 1808           | 1824                      | Jean-Bernard Cardon                     |                                           | |
| 1824           | 1832                      | Mathurin Pavageau                       |                                           | |
| 1831           |                           | André Charles Nicolas Lecouteux         |                                           | |
| 1832           | 1835                      | Romain Germain Lecouteux                |                                           | |
| 1835           |                           | Louis Jean Keller                       |                                           | |
| 1835           | 1835                      | Jean-Baptiste (Fils) Aubin              |                                           | |
| 1836           |                           | André Antoine Bernard                   |                                           | |
| 1838           | 1843                      | Élie Halphen                            |                                           | |
| 1843           | 1849                      | Jean-Baptiste Péronaux                  |                                           | |
| 1849           | 1853                      | Jean-Louis Cornu                        |                                           | |
| 1853           | 1860                      | Jean Alphonse Hersent                   |                                           | |
| 1860           | 1863                      | Félix Vasnier                           |                                           | |
| 1863           | 1867                      | Victor François Xavier Guérin-Delaroche |                                           | |
| 1867           |                           | François Émile Genevoix                 |                                           | |
| 1888           | 1889                      | Noël Barthélémy Gourdon                 |                                           | |
| 1889           | 1900                      | Gabriel Nicolas Husson                  |                                           | |
| 1900           | 1909                      | Victor Auguste Cousinet                 |                                           | |
| 1909           |                           | Louis Frédéric Aubin                    |                                           | |
| 1909           | 1934                      | Louis Victor Dargent                    | PRRRS                                     | Démissionne à la suite de l'Affaire Stavisky |
| juillet 1934   | mai 1935                  | Alphonse Dory                           |                                           | |
| mai 1935       | octobre 1939              | Pierre Kérautret,                       | PCF                                       | Forgeron à la Compagnie du gaz de Paris, syndicaliste CGTU Suspendu par le Gouvernement Daladier à la suite de la signature du Pacte germano-soviétique Interné, résistant, déporté par l'occupant Nazi                                                                            |
| octobre 1939   | août 1944                 | Félix Dargent                           |                                           | Nommé président de la délégation spéciale par le Gouvernement Daladier puis maire par le Gouvernement de Vichy |
| août 1944      | septembre 1944            | Alphonse Tessier                        |                                           | Président du comité local de Libération |
| septembre 1944 | octobre 1966              | Pierre Kérautret,                       | PCF                                       | Conseiller général de la Seine (1945 → 1967) Administrateur de GDF après la nationalisation de 1946 Démissionnaire |
| octobre 1966   | mars 1980                 | Gérard Machelart                        | PCF                                       | Ajusteur Démissionnaire |
| mars 1980      | mai 1998                  | Robert Clément                          | PCF                                       | Ouvrier, puis technicien de l’industrie chimique Conseiller général de Romainville (1987 → 2004) Président du Conseil général de la Seine-Saint-Denis (1993 → 2004) Chevalier de la Légion d’honneur Démissionnaire à la suite de sa réélection comme président du conseil général |
| mai 1998,      | juillet 2020              | Corinne Valls,                          | PCF puis DVG (Mvt de la gauche citoyenne) | Ancienne directrice de cabinet de Robert Clément Conseillère générale de Romainville (2004 →2015) Conseillère départementale de Bagnolet (2015 → 2021) Vice-présidente du conseil général puis départemental (2008 → 2021) Présidente de l'ÉPARECA (2015 → 2018)                   |
| juillet 2020   | En cours (au 4 mars 2021) | François Dechy                          | DVG                                       | Entrepreneur social Conseiller métropolitain délégué au developpement de l’offre d’Insertion |

### Jumelages
- Casalecchio di Reno (Italie) depuis 1962

## Équipements et services publics

### Enseignement

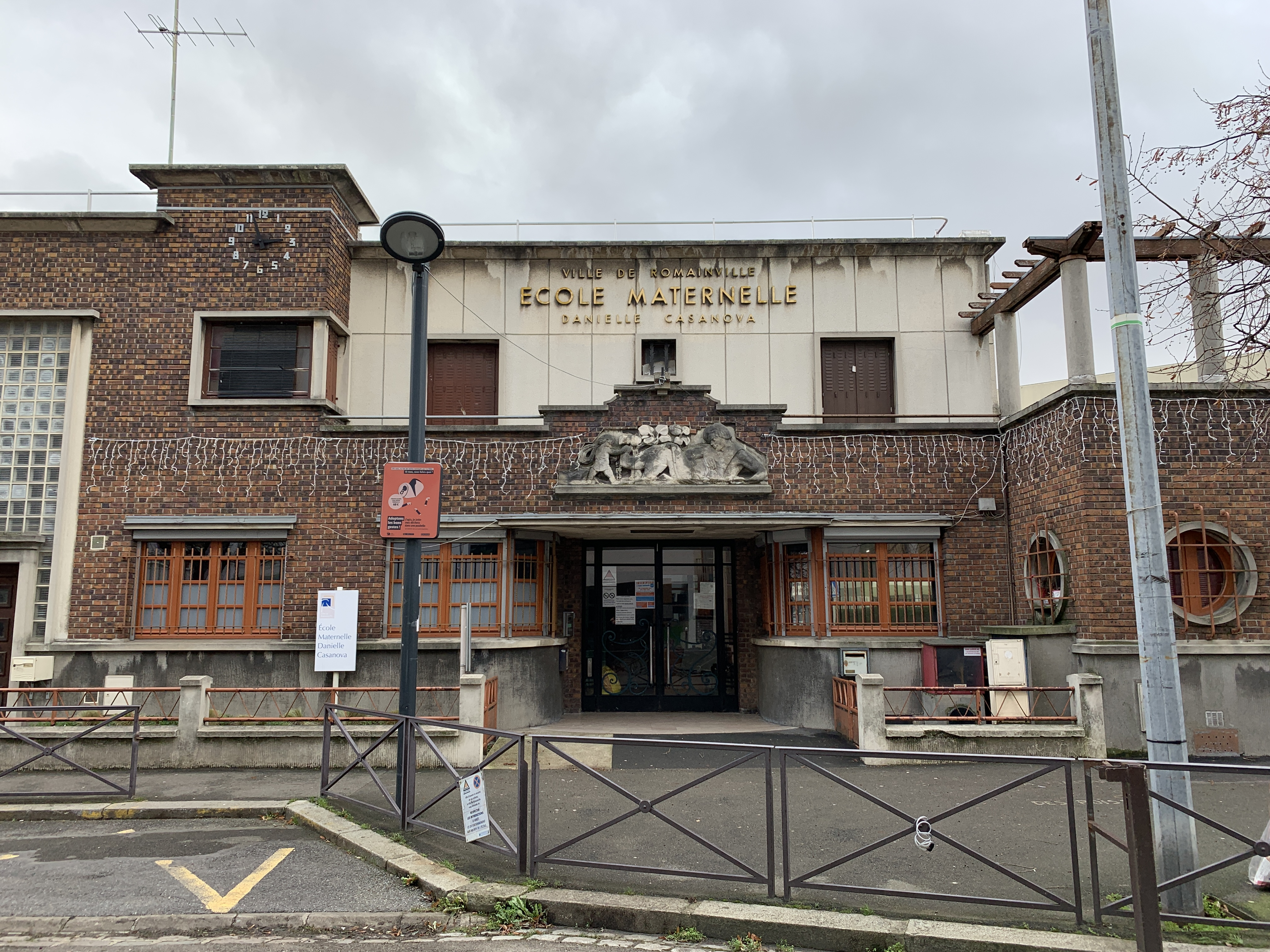
École maternelle Danielle Casanova.

#### Écoles maternelles
- École Marcel-Cachin
- École Danielle-Casanova
- École Charlie-Chaplin
- École Jean-Charcot
- École Jeanne-Gallèpe
- École Véronique-et-Florestan
- École Maryse-Bastié

#### Les écoles élémentaires
- École Henri-Barbusse
- École Marcel-Cachin
- École Jean-Charcot
- École Fraternité
- École Paul-Langevin
- École Gabriel-Péri
- École Paul-Vaillant-Couturier
- École Maryse-Bastié

#### Les collèges publics
- Collège Gustave-Courbet
- Collège Pierre-André-Houël

#### Le lycée
- Lycée professionnel Liberté

### Équipements culturels
- Conservatoire de musique à rayonnement départemental Nina-Simone
- Médiathèque Romain-Rolland, 4 rue Albert-Giry
- Le Pavillon
- Cinéma Le Trianon

## Population et société

### Démographie
L'évolution du nombre d'habitants est connue à travers les recensements de la population effectués dans la commune depuis 1793. Pour les communes de plus de 10 000 habitants les recensements ont lieu chaque année à la suite d'une enquête par sondage auprès d'un échantillon d'adresses représentant 8 % de leurs logements, contrairement aux autres communes qui ont un recensement réel tous les cinq ans,.

En 2022, la commune comptait 35 314 habitants, en évolution de +33,21 % par rapport à 2016 (Seine-Saint-Denis : +4,67 %, France hors Mayotte : +2,11 %).
| 1793  | 1800 | 1806  | 1821 | 1831  | 1836  | 1841  | 1846  | 1851  |
| ----- | ---- | ----- | ---- | ----- | ----- | ----- | ----- | ----- |
| 1 011 | 908  | 1 035 | 839  | 1 012 | 1 222 | 1 672 | 1 597 | 1 499 |

| 1856  | 1861  | 1866  | 1872  | 1876  | 1881  | 1886  | 1891  | 1896  |
| ----- | ----- | ----- | ----- | ----- | ----- | ----- | ----- | ----- |
| 2 083 | 4 289 | 4 907 | 2 044 | 2 025 | 1 854 | 2 106 | 2 106 | 2 408 |

| 1901  | 1906  | 1911  | 1921  | 1926   | 1931   | 1936   | 1946   | 1954   |
| ----- | ----- | ----- | ----- | ------ | ------ | ------ | ------ | ------ |
| 2 961 | 4 472 | 5 676 | 8 087 | 12 821 | 18 449 | 18 422 | 17 022 | 19 217 |

| 1962   | 1968   | 1975   | 1982   | 1990   | 1999   | 2006   | 2011   | 2016   |
| ------ | ------ | ------ | ------ | ------ | ------ | ------ | ------ | ------ |
| 23 494 | 24 091 | 26 260 | 25 363 | 23 563 | 23 779 | 25 199 | 25 512 | 26 510 |

| 2021   | 2022   | - | - | - | - | - | - | - |
| ------ | ------ | - | - | - | - | - | - | - |
| 33 266 | 35 314 | - | - | - | - | - | - | - |

### Cultes

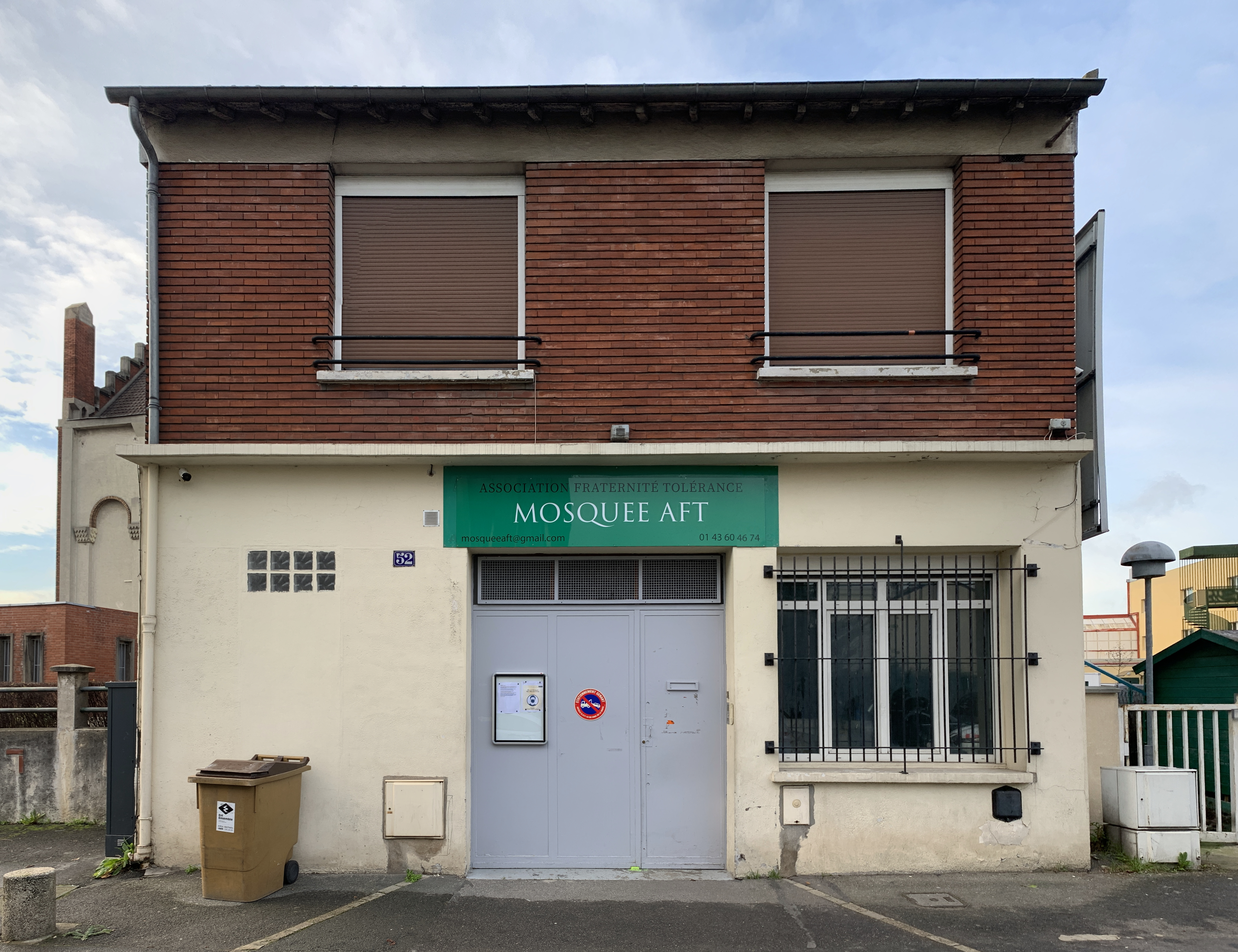
Mosquée de l'Association pour la Fraternité et la Tolérance.

- Paroisse Saint-Germain, paroisse catholique.
- Mosquée de l'Association pour la Fraternité et la Tolérance.
- Mosquée Al Niya
- Église protestante évangélique de Romainville.
- Association israélite de Romainville - Menachem Mendel.
- Association israélite - Beth El.

La commune dispose de deux lieux de sépultures :
- Cimetière ancien de Romainville, situé rue Paul-de-Kock[55], créé en 1833[56] ;
- Cimetière nouveau de Romainville, situé chemin des Pothuys[57].

## Économie
Autrefois marqué par l’industrie, notamment pharmaceutique, le tissu économique romainvillois est composé en 2012 pour l’essentiel d’activités de services (67,7 % hors commerce), de construction (11,7 %), de commerce (8,9 %), tandis que l'industrie ne fournit plus que 11,6 % des emplois en 2012.
L'Insee recense plus de 1 300 entreprises présentes sur le territoire de Romainville au 1er janvier 2013 et recense 2 061 établissements actifs au 31 décembre 2012, pour un total d’environ 6 200 emplois (services administratifs compris). Le tissu économique est composé en majorité de TPE, on recense également un certain nombre de grandes entreprises : Acticall (centre d’appel), Bureau Veritas (bureau de contrôle), UTB (construction), Cop’Copine (prêt à porter), Fareva (industrie pharmaceutique), Galapagos (biotechnologies) ou la RATP (centre de régulation des bus).
La présence sur le territoire de Biocitech, lieu spécialisé dans les domaines des biotechnologies, des industries de la santé et de l’environnement, permet à Romainville d’accueillir 30 entreprises innovantes de la filière santé et sciences du vivant.
La ville de Romainville souhaite également favoriser l’émergence de projets d’économie sociale et solidaire. Elle a ainsi permis l’installation de l’entreprise d’insertion Baluchon – à table citoyens, spécialisée dans la fabrication de plats cuisinés à partir de produits frais et de saison.
La mairie de Romainville s’est également lancée dans un projet de cité maraichère qui doit voir le jour à la fin de l'année 2019. Érigé au cœur du quartier Marcel Cachin, le bâtiment, composé de deux tours, accueillera une ferme urbaine de 1 000 m2 capable de produire 12 tonnes de fruits et légumes et 4 tonnes de champignons par an, soit la consommation de 200 personnes, et employant à terme 12 personnes.

## Culture locale et patrimoine

### Lieux et monuments

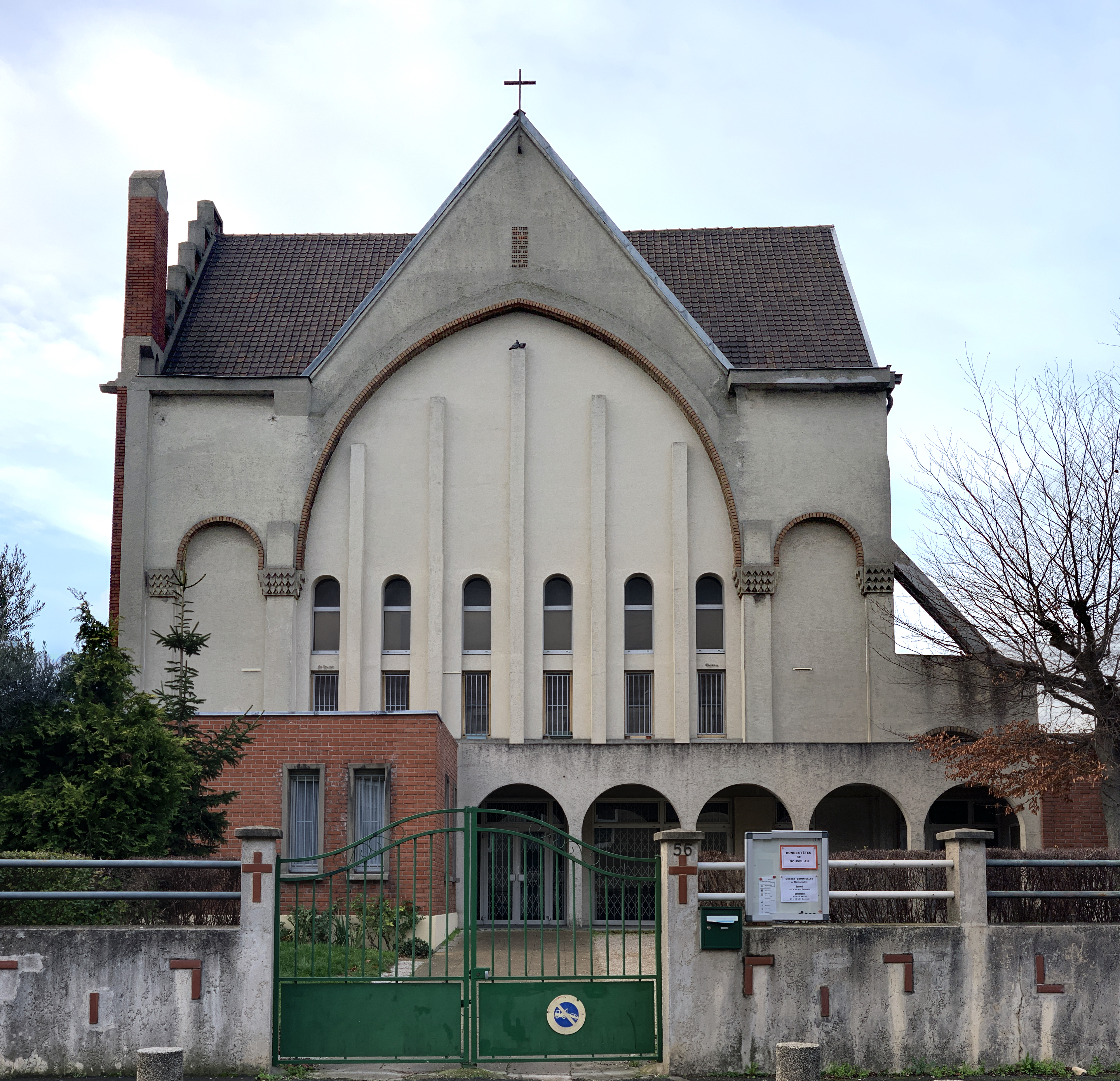
Église Saint-Luc-des-Grands-Champs.

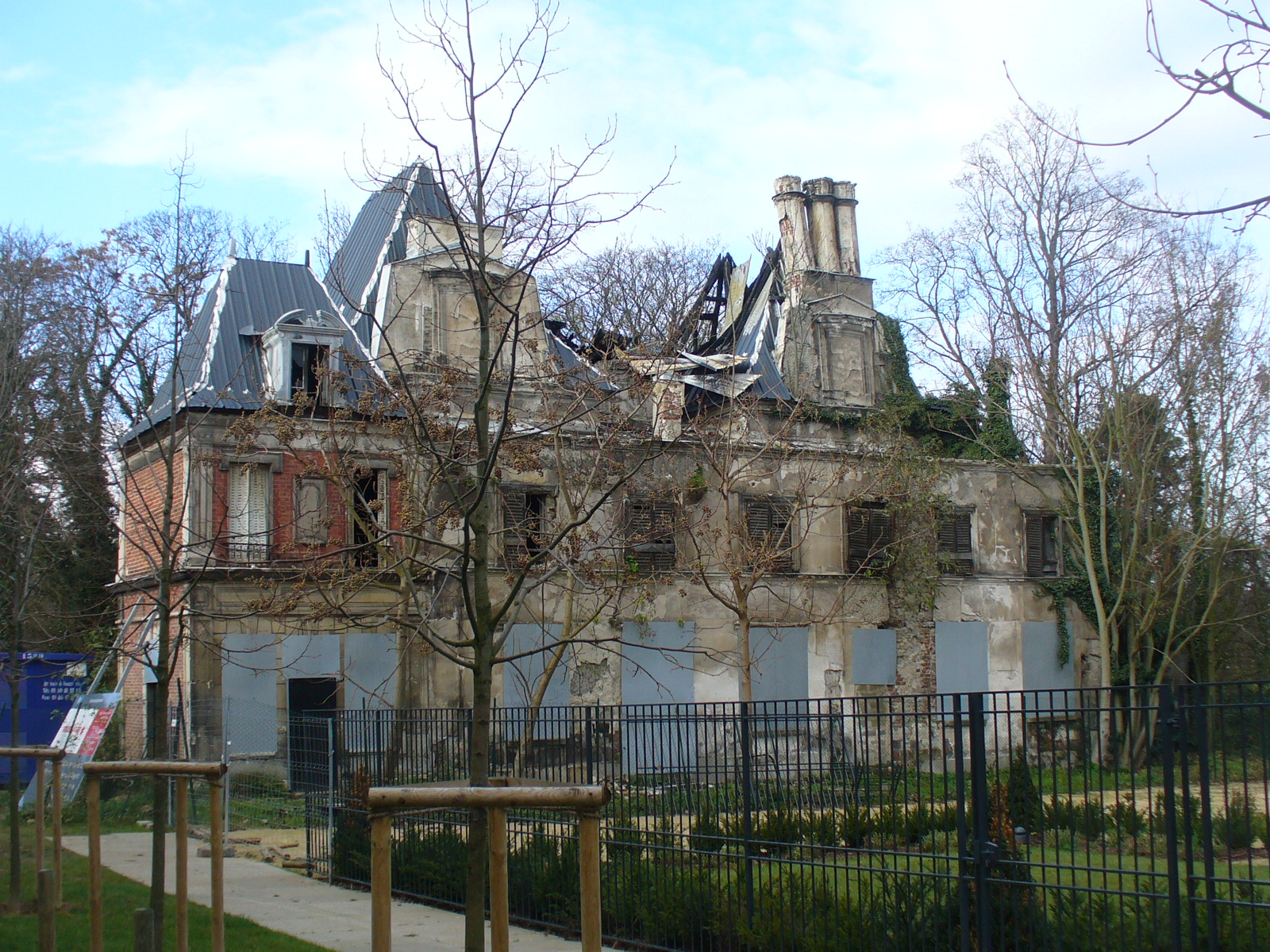
Le château, avant sa démolition en 2017.

L'église Saint-Germain-l'Auxerrois de Romainville, de style néoclassique construite par l'architecte Brongniart, classée Monument historique.

L'église Saint-Germain-l'Auxerrois
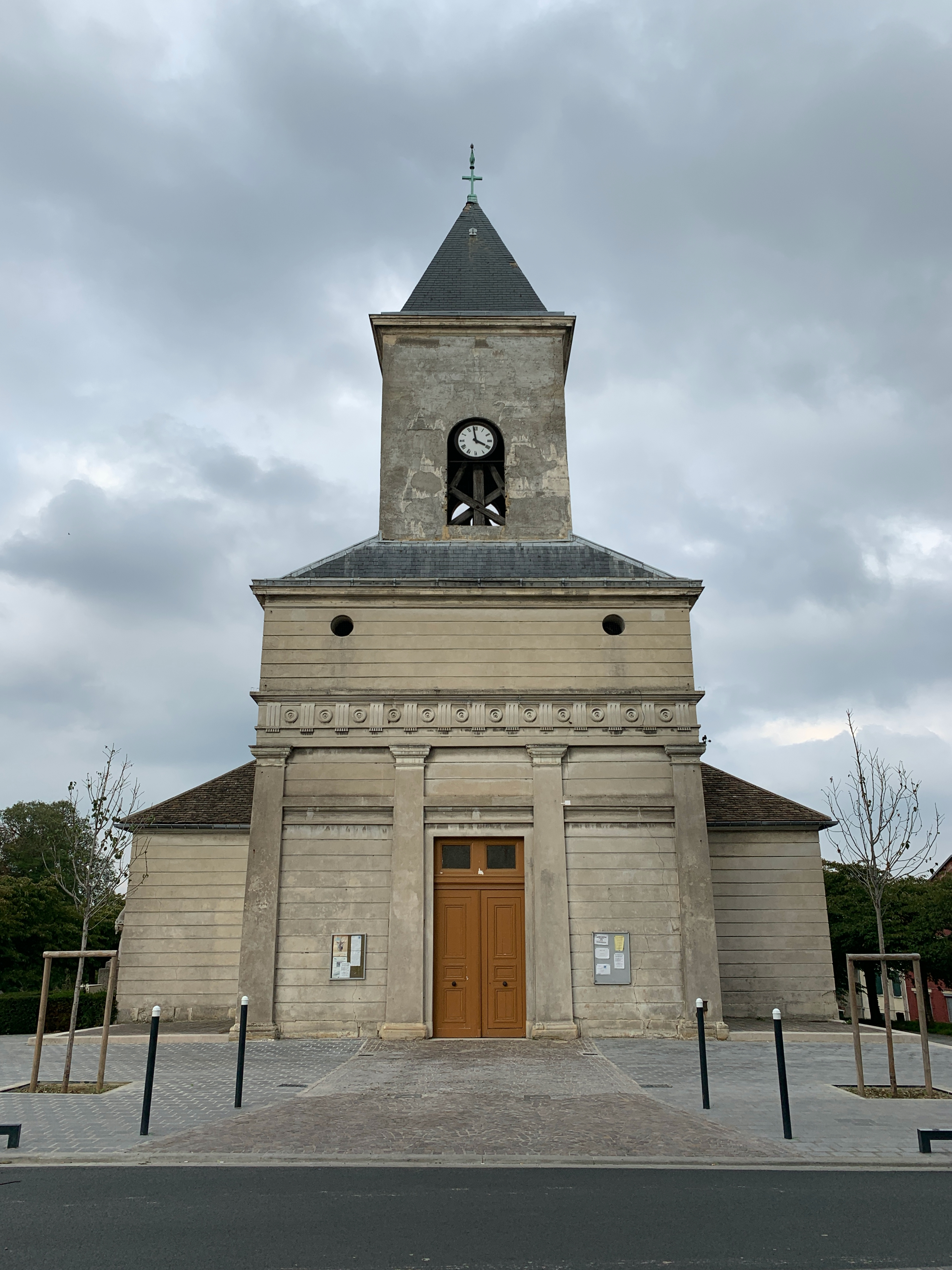
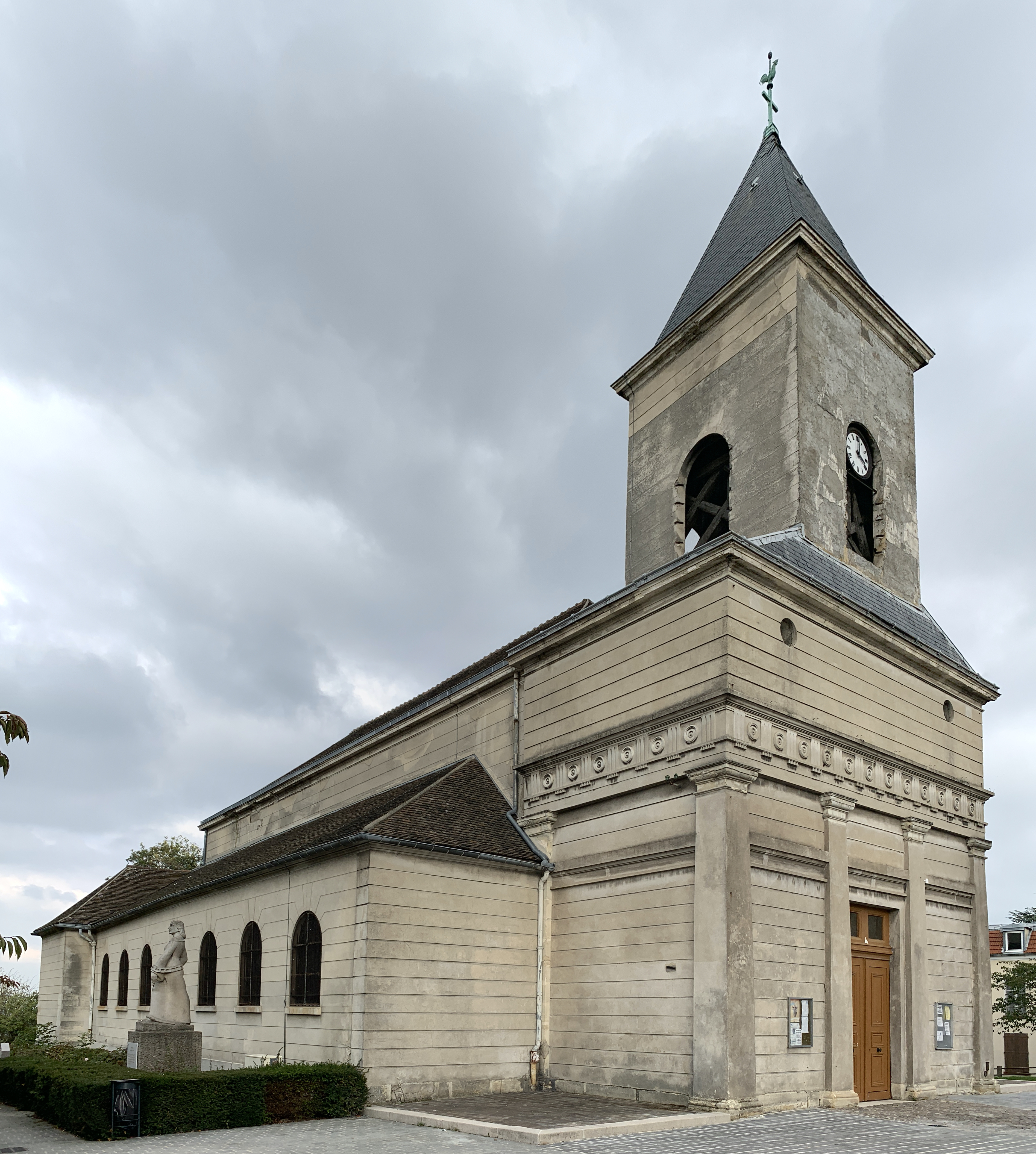
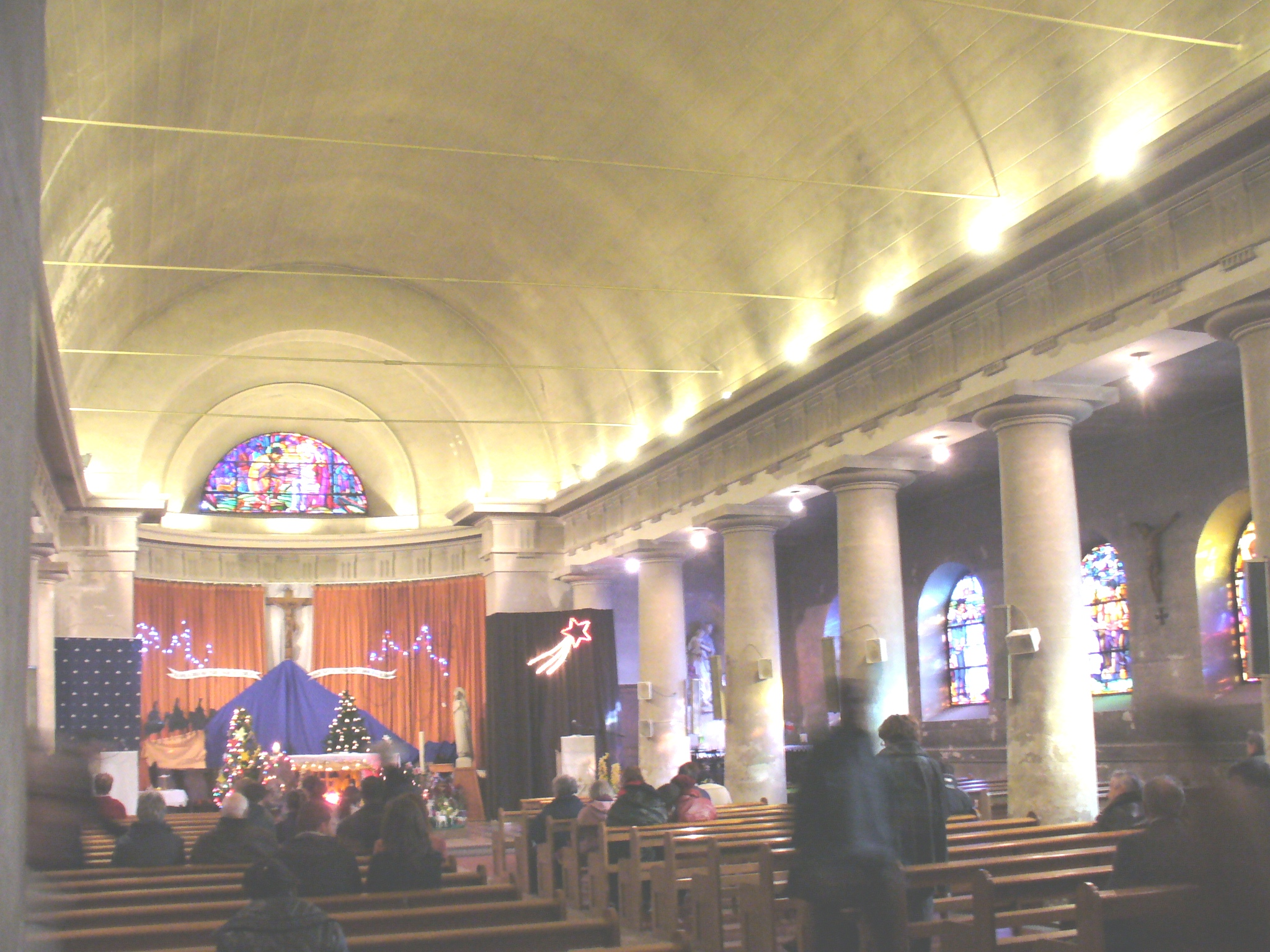
La nef.
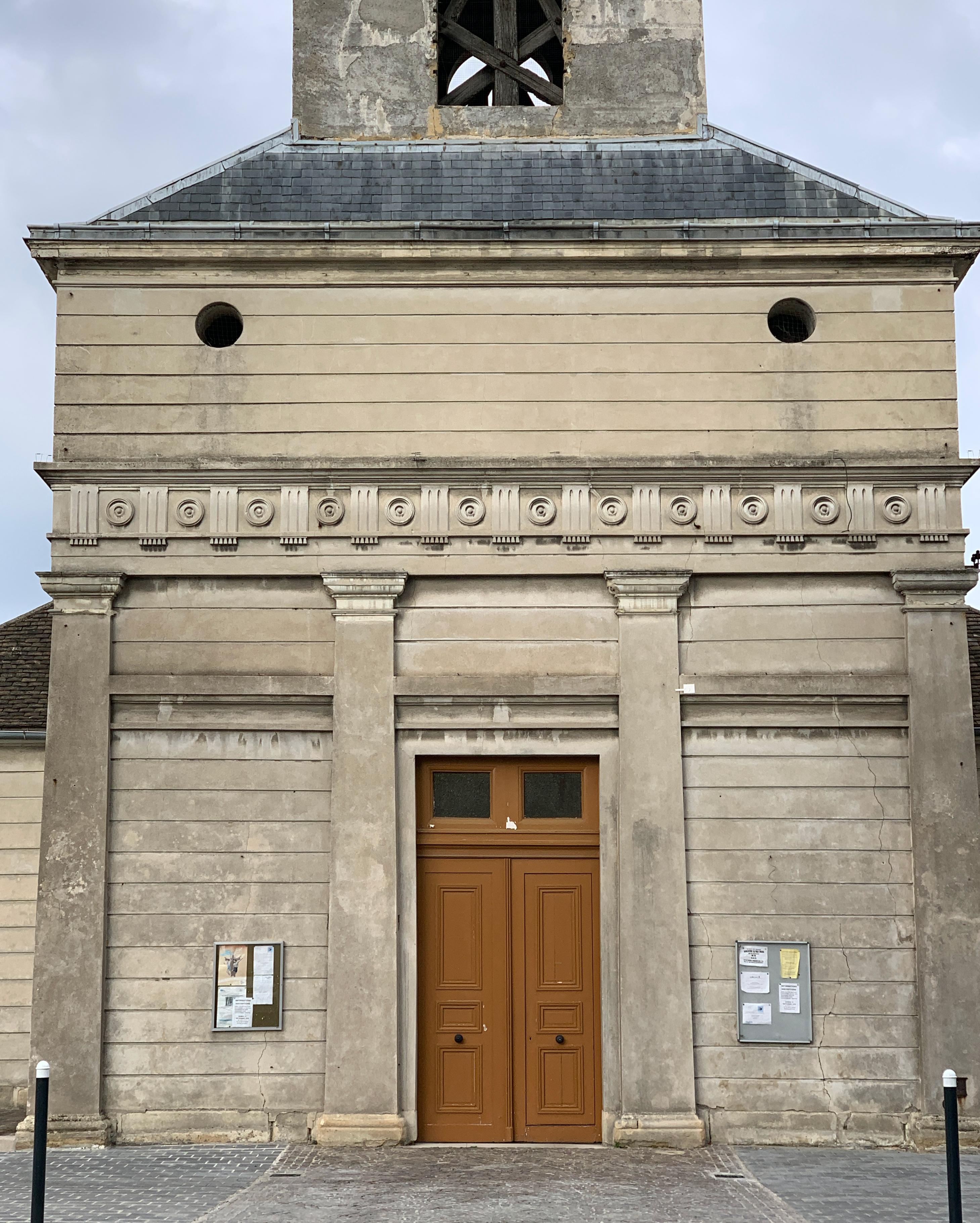
Détail de la façade.

La mairie, construite en 1873 par Lequeux, agrandie en 1905 et 1993. De style Louis XIII mais remanié au XIXe siècle, le pavillon est ce qui subsistait du château de Romainville, construit en 1630 par Nicolas de Quelen. Il fut le château de la famille de Ségur de 1723 à 1791. Le grand parc du château, qui du temps de sa splendeur comprenait une orangerie et un pavillon de la musique, a été utilisé comme carrière de gypse, et les excavations atteignent 60 m de profondeur. Après la mort du marquis de Noailles en 1838, le château est vendu par son fils à une société anglaise d'exploitation de gypse, et une partie est rasée dès 1840. Le reste devient « le bureau de la direction des carrières »,.Le bâtiment, après avoir été acquis par la ville en 1988, a été racheté par la Région pour y faire un lieu de loisirs. Très délabré, il a malheureusement encore subi un incendie au mois d'août 2010 et ses ruines ont été rasées début 2017. Un square devant l'ancien château a ouvert au public. La Ville espère « la reconstruction d’un site symbolique de mémoire et d’exposition » à la place de l’ancienne demeure.

La mairie
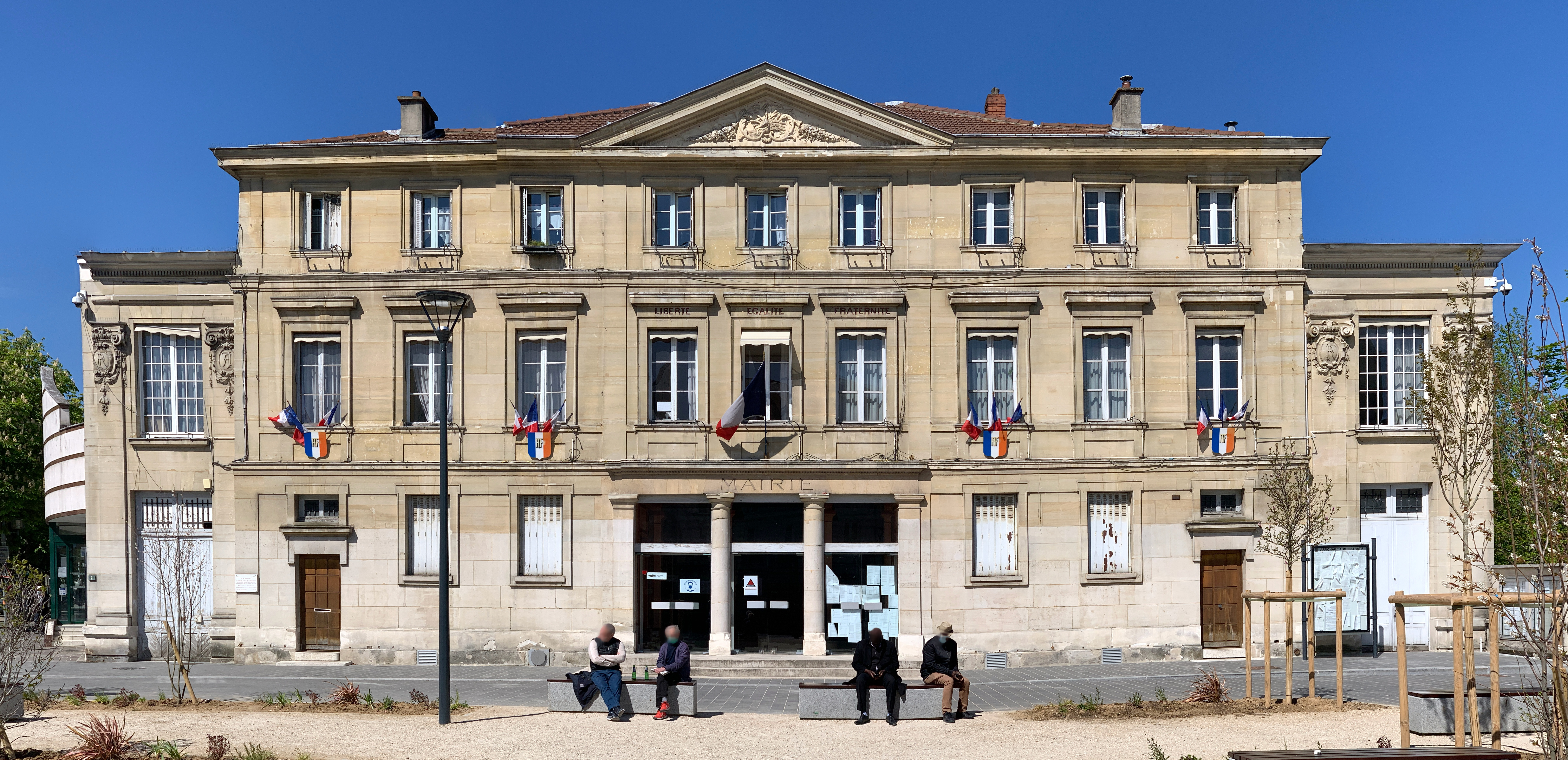
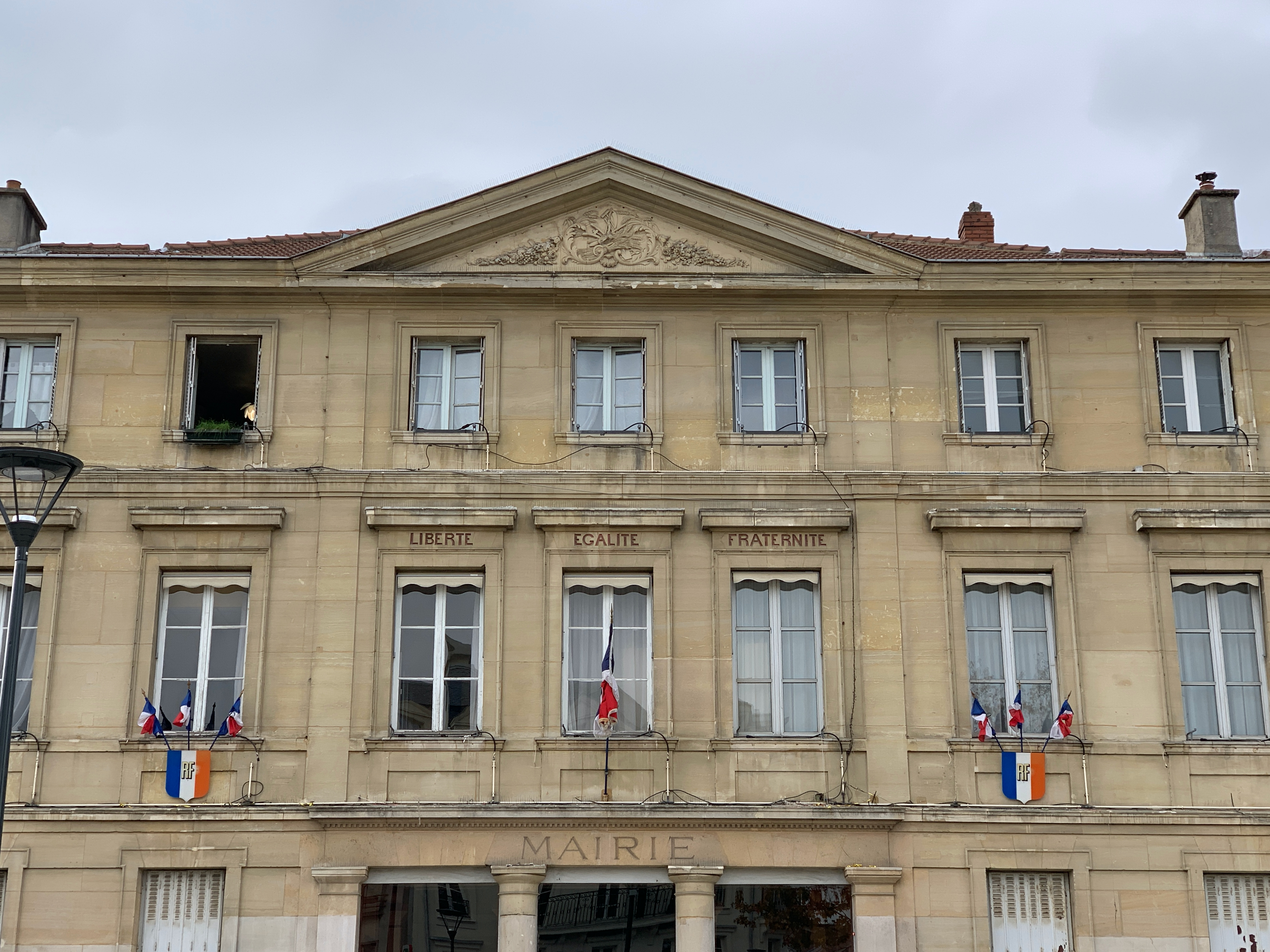
Devise républicaine et détail du fronton.

L'église Saint-Luc-des-Grands-Champs de Romainville, construite en 1933 par l'Œuvre des Chantiers du Cardinal sur les plans de A. Monestès, en béton armé et parement de brique. Elle est restée inachevée, les plans d'origine prévoyant la création d'une troisième travée et d'un clocher.
La chapelle Sainte-Solange, rue Louise-Dory, conçue par l'architecte Venner.
Le cinéma Le Trianon, de style « paquebot », ouvert en 1929 et reconstruit en 1953 par l'architecte Charles Genetre.
Le mur anti-bruit de Romainville, œuvre architecturale de Garry Faif (sculpteur, architecte et urbaniste né en 1942 et décédé en 2002), créé en 1992 pour atténuer sur 200 mètres de long la pollution sonore de l'autoroute A3 mais qui a été partiellement détruit pour recouvrir en aval de la partie d'autoroute mitoyenne.
L'île de loisirs de la Corniche des Forts est la douzième île de loisirs de la région Île-de-France. Anciennement « base de plein air et de loisirs » ce projet inscrit au contrat de plan 2000-2006 est situé sur les communes de Pantin, Les Lilas, Noisy-le-Sec et Romainville. Cet aménagement sur d'anciennes carrières de gypse a consisté à créer de nouveaux espaces de loisirs avec parcours sportifs, mur d'escalade, poney club, jeux pour enfants, zones de détente et de promenade, zone d'écopâturage. Seule une zone de 4,5 hectares a été concernée par les travaux. Un boisement de 20 hectares reste fermé au public afin d'y préserver la biodiversité. Cet aménagement ouvert au public en 2021 a fait l'objet d'une contestation en octobre 2018. L'île de loisirs réalisée par la Région est gérée par un syndicat mixte regroupant le conseil départemental, et les villes concernées.

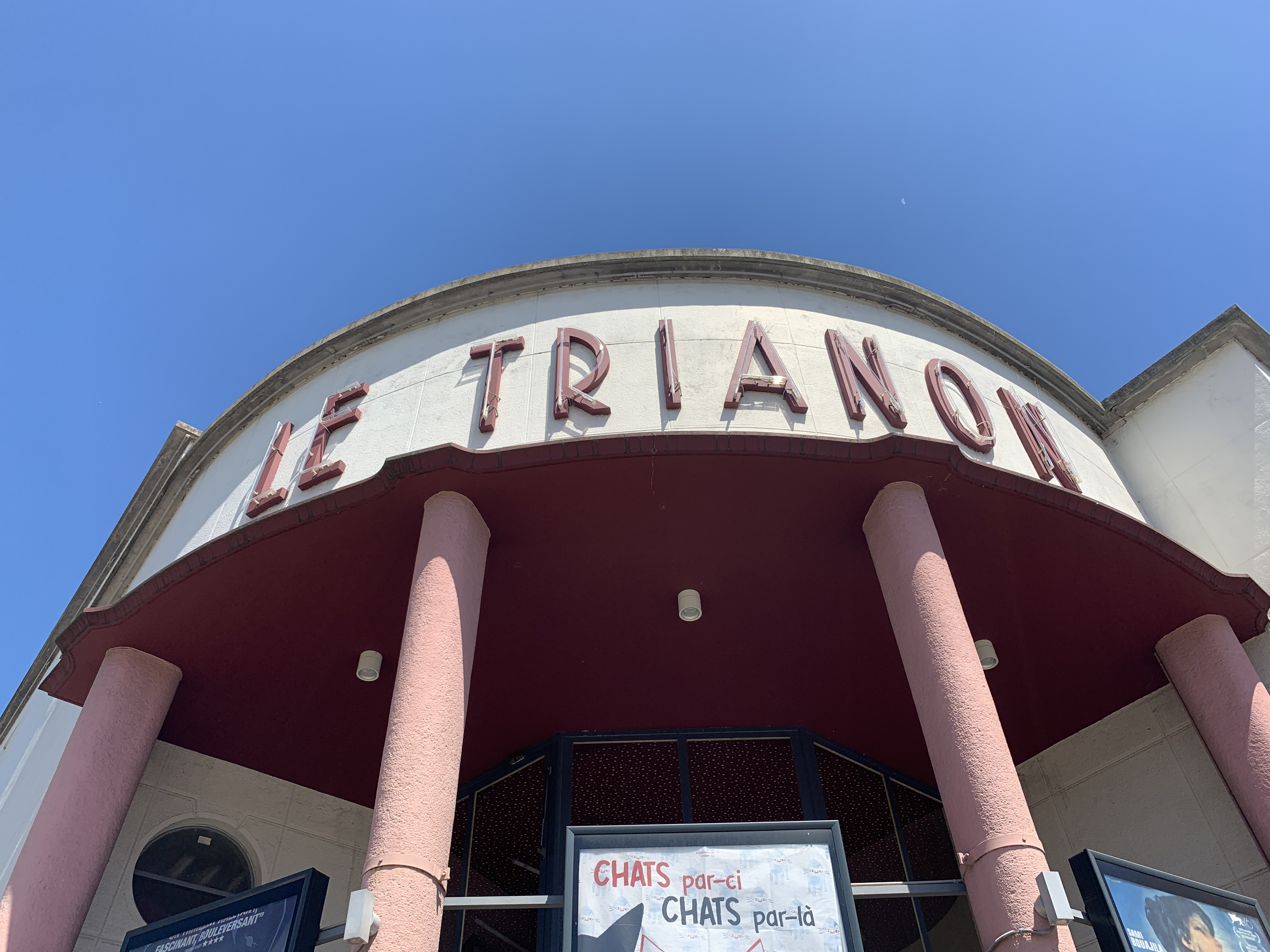
Cinéma Le Trianon.

- Cinéma Le Trianon

### Mémoriaux

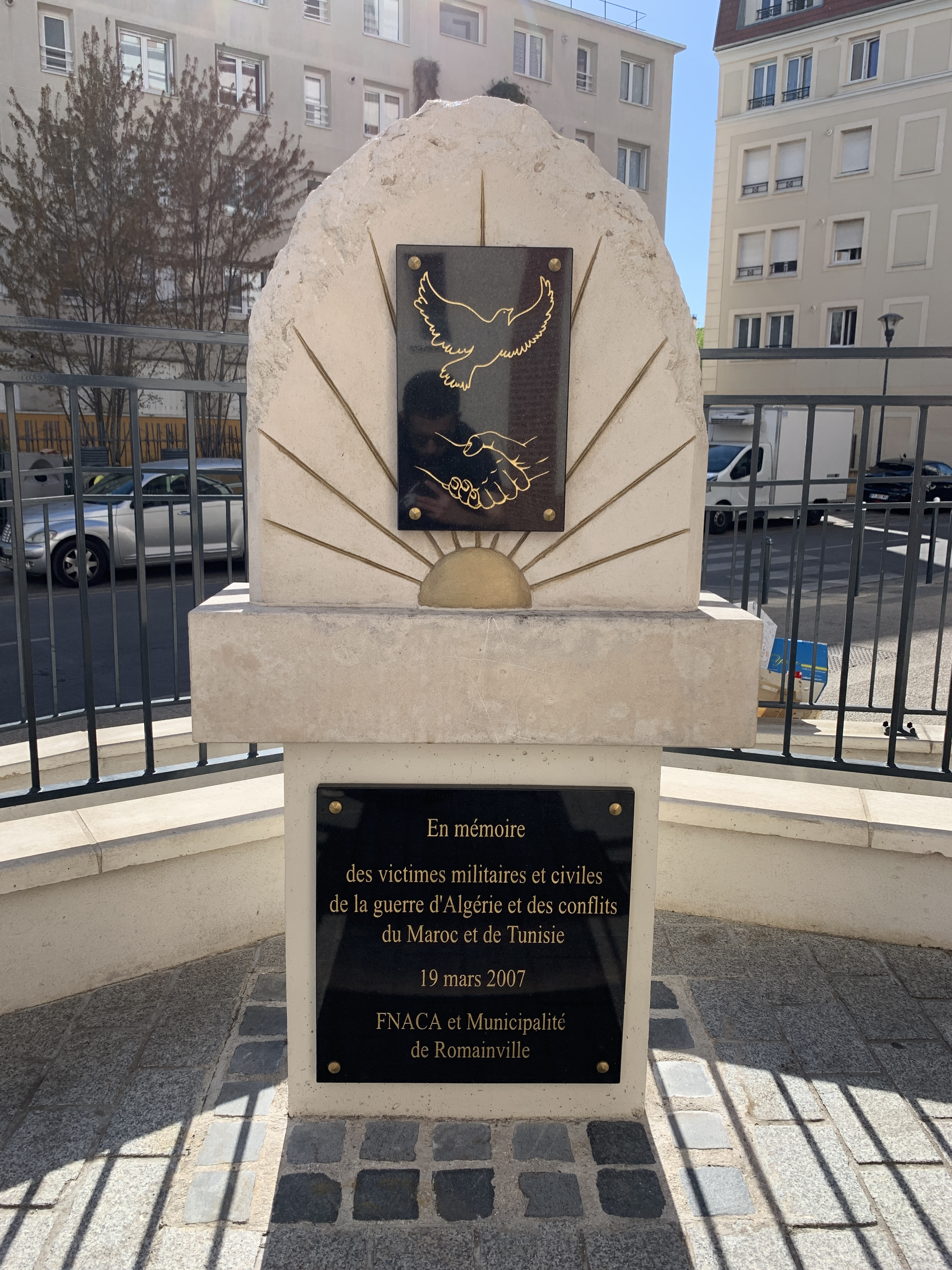
Mémorial des victimes de la guerre d'Algérie et des conflits du Maroc et de Tunisie
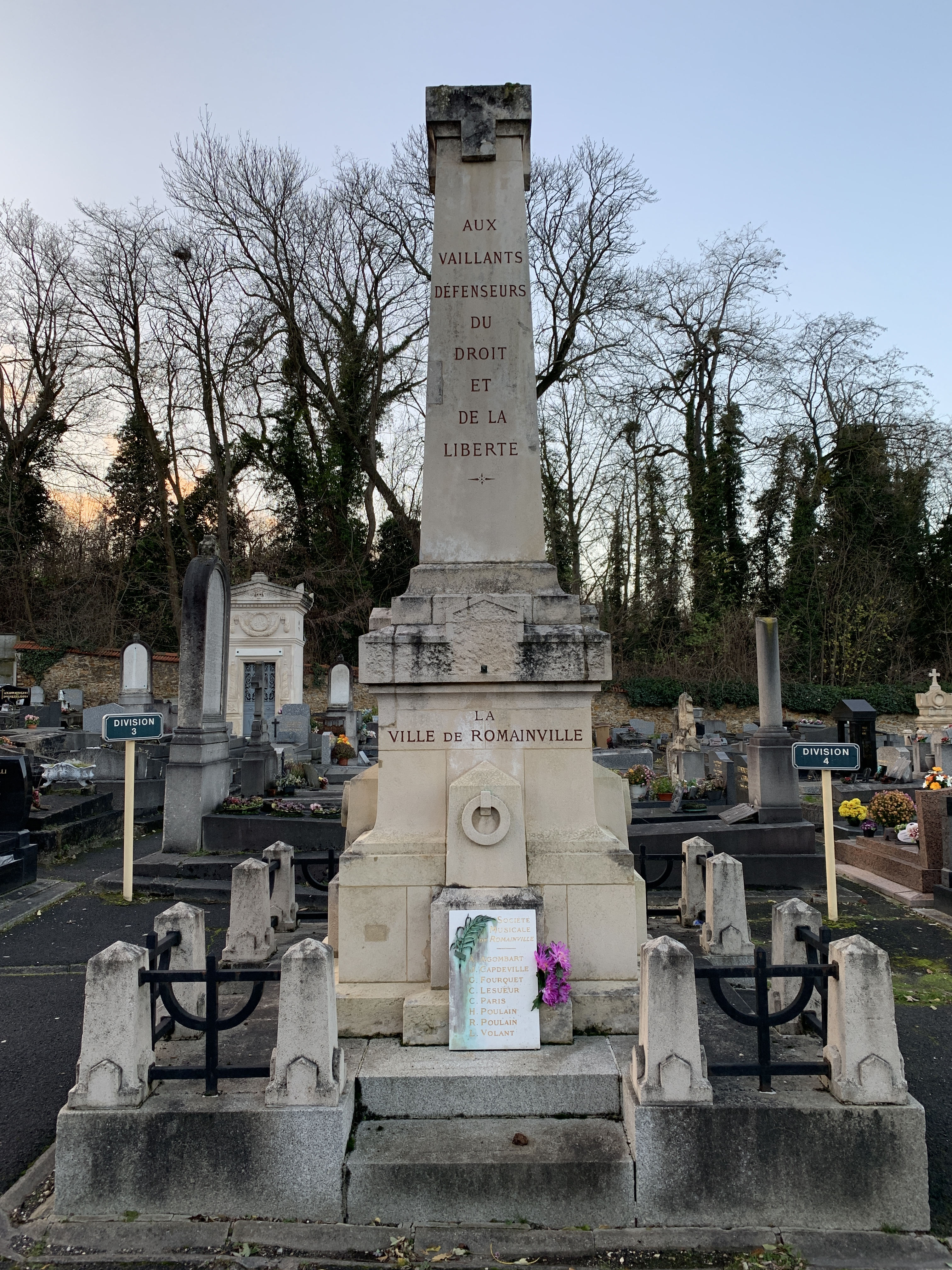
Monument aux morts
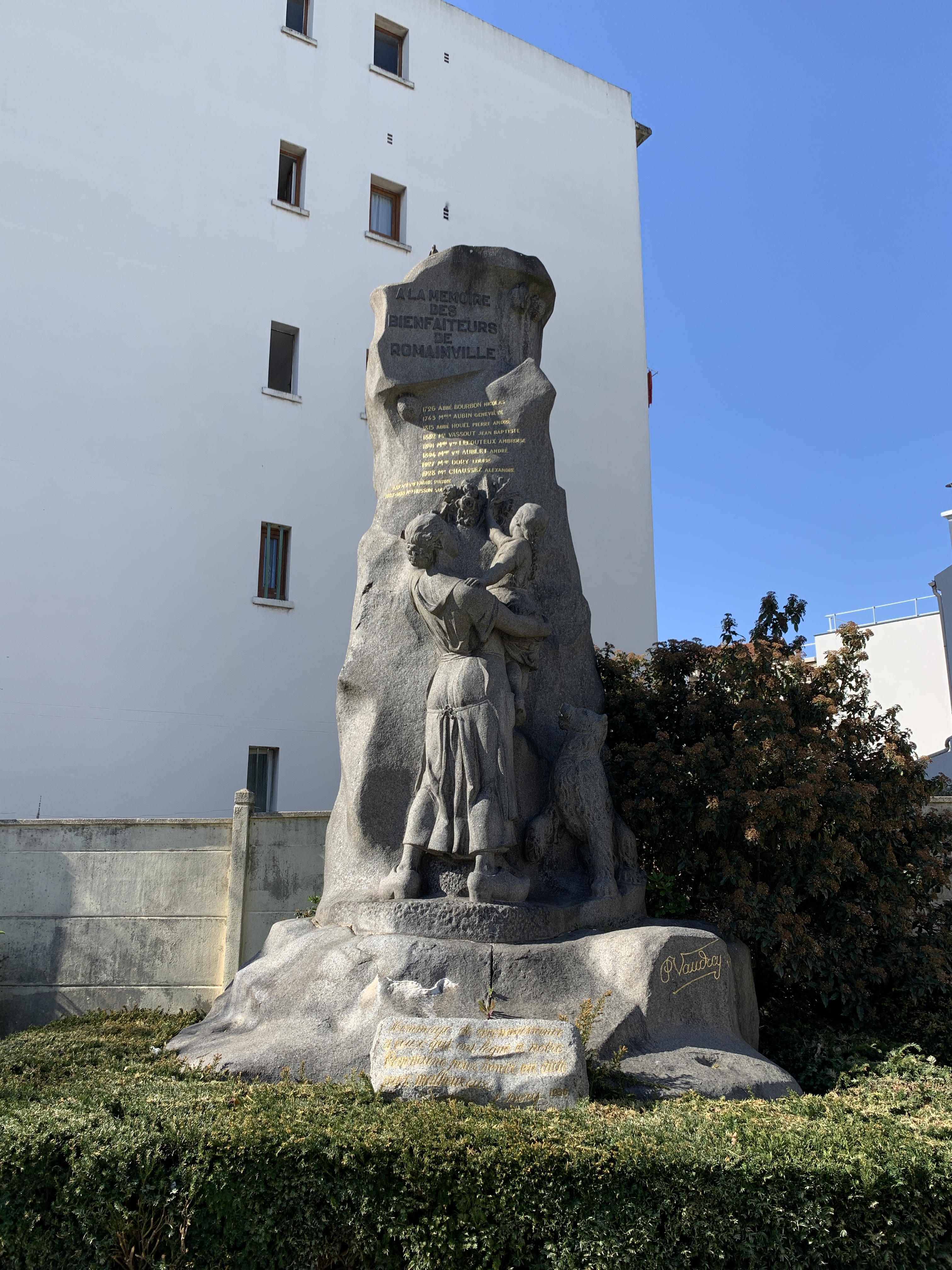
Monument aux bienfaiteurs de la ville.
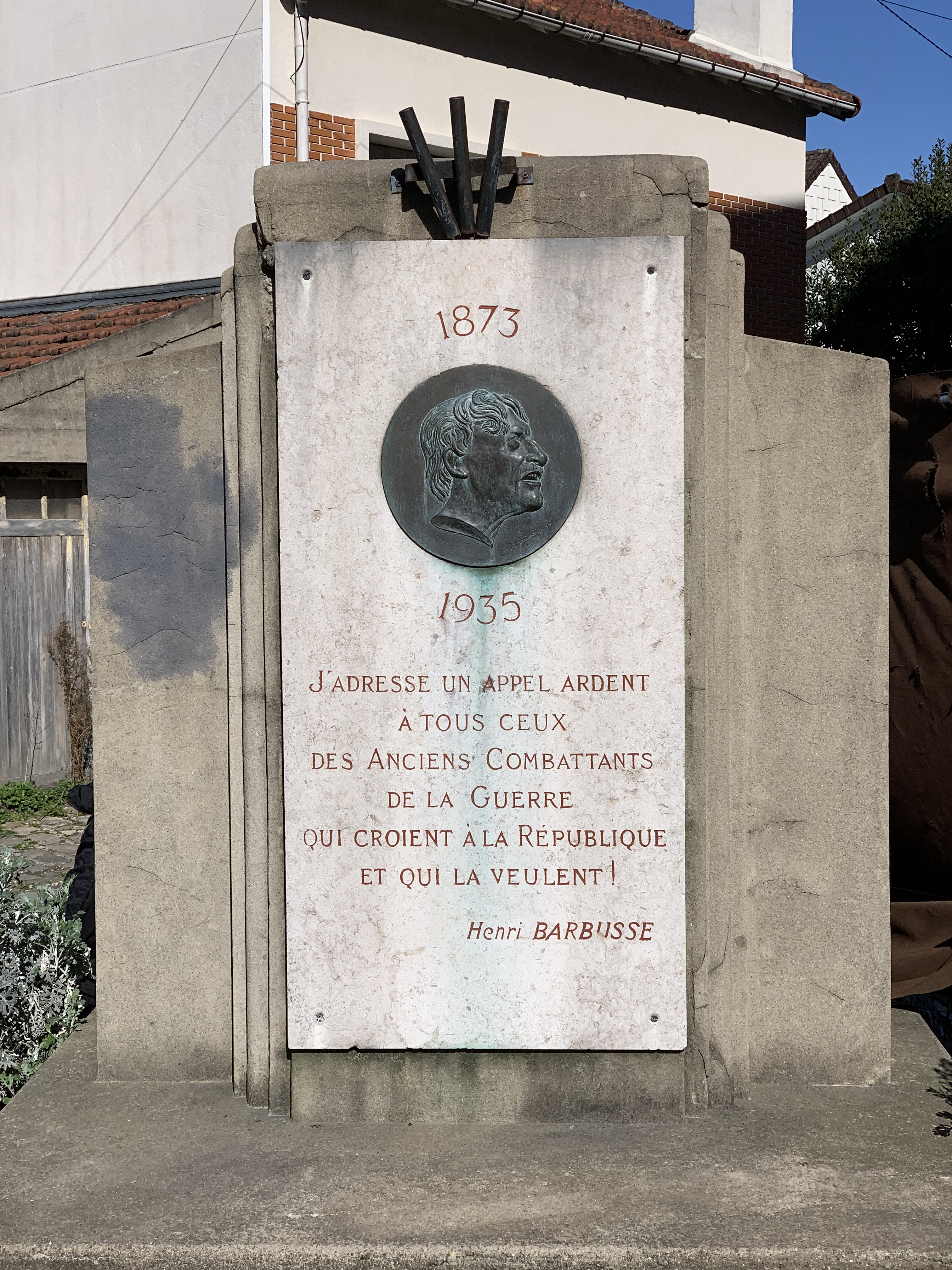
Monument à Henri Barbusse.

### Personnalités liées à la commune

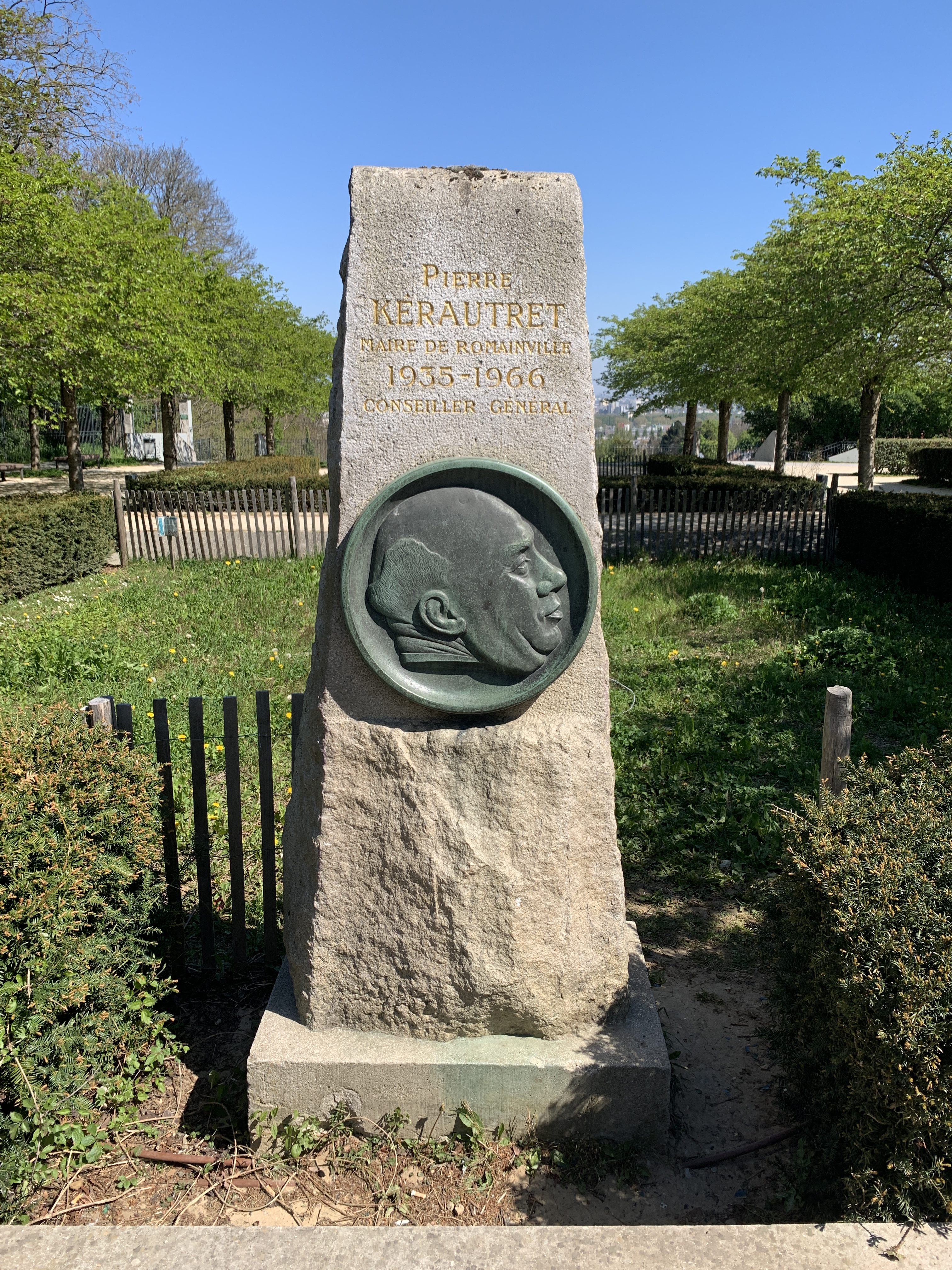
Monument au maire de Romainville Pierre Kérautret.

- Berthe Kolochine-Erber, biologiste de renommée mondiale pour ses recherches inlassables sur la leptospirose, est née à Romainville en 1890 et y fut inhumée en 1968.
- Gilbert Chevillot (1908-1944), Compagnon de la Libération, est né à Romainville.
- Philippe Henri de Ségur, seigneur de Romainville.
- Alfred de Musset aimait se rendre au bal champêtre.
- Un acteur du XVIIe siècle a pris le nom de Romainville.
- Contraint à l'exil hors de son île par l'ordonnance Debré, Boris Gamaleya, poète réunionnais, habite  Romainville durant plusieurs années. Il y écrit son chef-d'œuvre, Vali pour une reine morte.
- Paul de Kock, écrivain français, a vécu à Romainville. Une rue y porte son nom.
- Dadju, rappeur et chanteur, membre du groupe. The Shin Sekai (Wati B), a grandi à Romainville.
- Richard Clayderman, interprète et pianiste français, a grandi à Romainville.
- Basile Boli, footballeur français, y a été licencié en 1980-1982.
- Louis Boulanger (1806-1867), peintre, graveur, lithographe et illustrateur romantique français.[pourquoi ?]
- Vitaa (1983-), auteure-compositrice-interprète française, a vécu à Romainville.
- Patrick Tort (1952-), linguiste, philosophe, historien des sciences et théoricien de la connaissance français et lauréat de l’Académie des sciences, réside à Romainville depuis 1974.
- Émilien Devic (1888-1944), international français de football, y est né.
- Jean-Laurent Cochet (1935-2020), ancien pensionnaire de la Comédie-Française, metteur en scène et créateur d'une école de théâtre, y est né et y a passé sa jeunesse.
- Raymond Mondet, dit Nicolas le Jardinier (1928-2018). journaliste, animateur de télévision et de radio et chroniqueur français y est né. Ancien rédacteur en chef du magazine Rustica, il a animé plusieurs émissions sur le jardinage sur la chaîne TF1 dans les années 1980.
- Warren Zaïre-Emery (2006-), footballeur français, a grandi à Romainville et a étudié au collège Gustave Courbet de la ville.
- Louis Salve Patrelle y fonde sa première usine dans les années 1860.

### Héraldique
| Blason de Romainville | Blason  | Coupé d'azur au château fortifié d'argent ouvert ajouré et maçonné de sable et d'or à l'arbre arraché de sinople. Devise / CriLa devise de la commune était "Romainville, bois perdu cité parue" pour être ensuite remplacée par "quand une ville est aussi Village". |
| Blason de Romainville | Détails | Le statut officiel du blason reste à déterminer. |

## Pour approfondir